# ブレーマーハーフェン

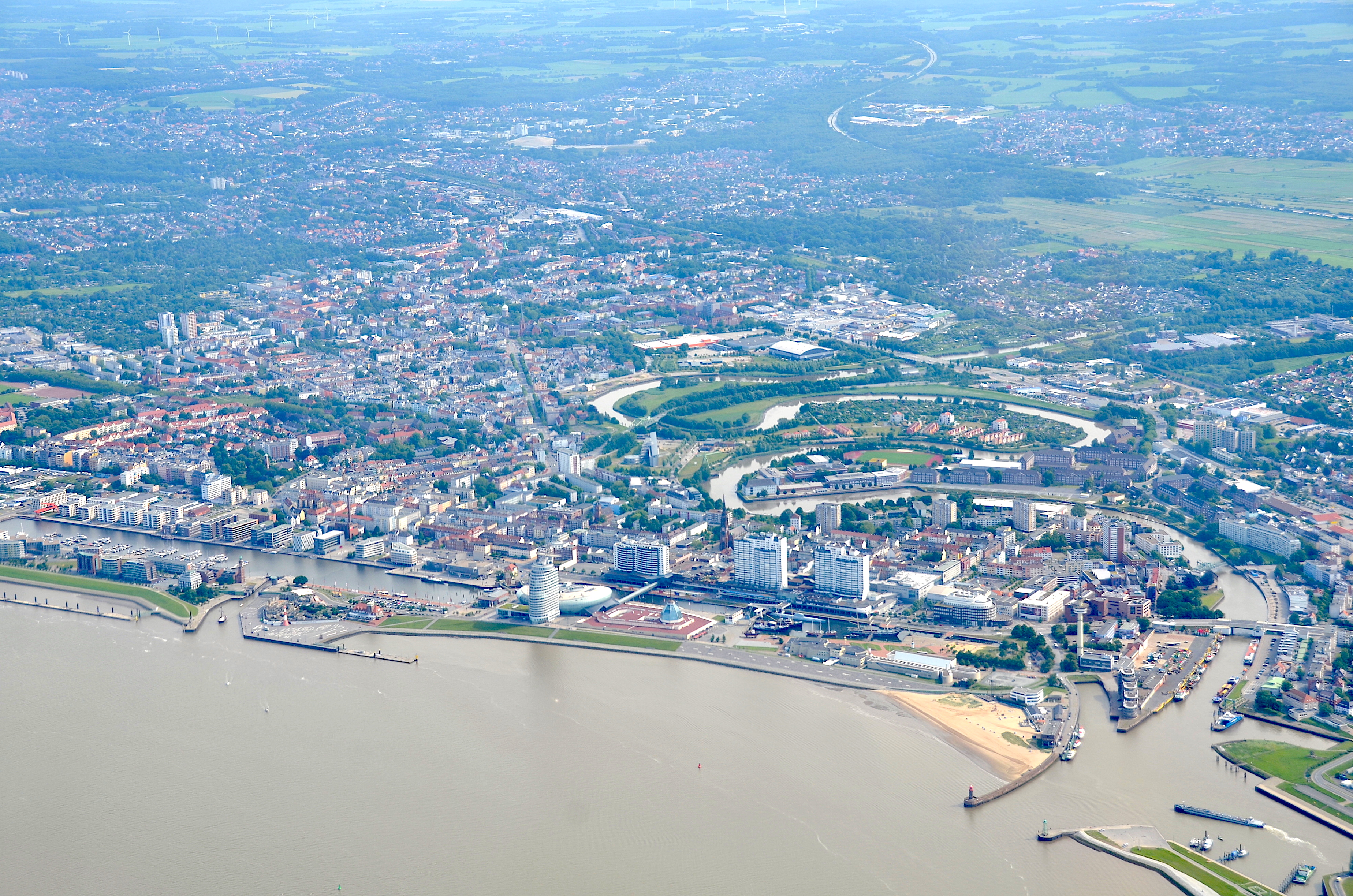
ブレーマーハーフェン中心部

ブレーマーハーフェン (ドイツ語: Bremerhaven, [breːmɐˈhaːf̩n] ( 音声ファイル), 低地ドイツ語: Stemmert) は、ドイツ連邦共和国ブレーメン都市州に属す郡自由都市である。この街は、エルベ＝ヴェーザー＝ドライエック西端の北海への移行部分に位置する。ブレーメン都市州には飛び地として属している。人口約113,000人の大都市は、ブレーメン/オルデンブルク大都市圏の一部である。陸側はクックスハーフェン郡に囲まれており、その上級中心をなしている。
港湾都市としてのブレーマーハーフェンの伝統は、1830年に最初の港が完成して以降、今日でも重要である。同時に、工業都市から、サービス・学術都市への構造改革も行われている。ブレーマーハーフェン単科大学と多くの研究所や技術センターがブレーメン学術都市と連携してヨーロッパの先端技術センターを形成している。ブレーマーハーフェンは、特徴的な灯台や、ドイツ船舶博物館、ドイツ移民ハウス、気象ハウスの文化コレクションでも知られている。

## 地理

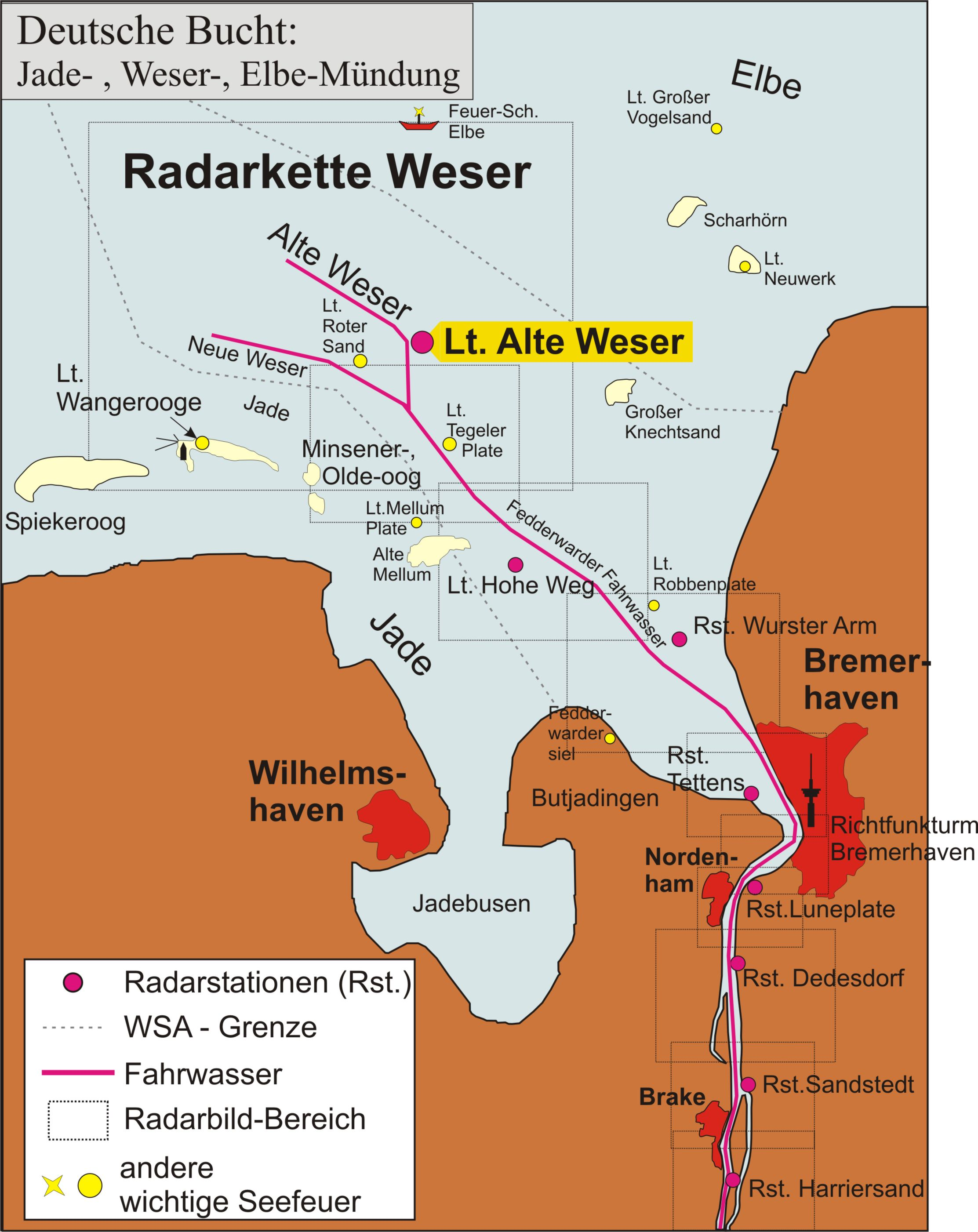
ヴェーザー川河口付近地図

ブレーメン州（ブレーメン市とブレーマーハーフェン市）およびニーダーザクセン州の市区図。黄色がブレーメン市、紫色がブレーマーハーフェン。飛地や包領が存在する複雑な関係である。

### 位置
ブレーマーハーフェンはヴェーザー川が北海に注ぐ河口およびゲーステ川がヴェーザー川に注ぐ合流点に位置している。市域の長さ（南北）は最大 15.4 km、幅（東西）は最大 11.1 km である。ブレーマーハーフェンは、ブレーメン市の飛び地であるシュタットブレーミシェス・ユーバーゼーハーフェンゲビート・ブレーマーハーフェン（直訳: ブレーメン市のブレーマーハーフェン外洋港地区）とともにブレーメン都市州の飛び地を形成している。ブレーマーハーフェン市北東部に位置するフェールモーア地区の一部は細いニーダーザクセン州の土地に分断されたブレーマーハーフェン市の飛び地であり、したがってブレーメン都市州のもう1つの飛び地となっている。
ブレーマーハーフェンは、公式にはヴェーザー川沿いに位置しており、海に面してはいない。内陸水路から海洋水路への切り替えはブレーマーハーフェンから数キロメートル北である。それにもかかわらずブレーマーハーフェンは「北海沿岸で唯一のドイツの大都市」あるいは「海洋都市」と呼ばれる。これはヴェーザー川の河口付近の広がりが、直接海に面しているような印象を与えるためである。

### 隣接する市町村
ブレーマーハーフェンは、北はゲーストラント、東はシフドルフ、南はロクスシュテットと境を接している。西はブレーメンの飛び地と接している。
ヴェーザー川の対岸には、ノルデンハム市のブレクセン地区があり、ブレーマーハーフェンとヴェーザーフェリーで結ばれている。

### 地理的環境
本市は、おおむね海抜 0.2 m から 2 m に位置する。最高地点はレーアーハイデ市区にある 11.4 m の隆起（デプシュテッター・ヴェーク / ブルネン通り）である。これは、市の北部をブレーマーハーフェンとクックスハーフェンとの間に伸びるゲースト地形「ホーエ・リート」の支脈である。ゲーストの南に位置する対となる地形区分は「ベヴェーシュテッター・モーアゲースト」と呼ばれ、両者ともにヴェーザーミュンダー・ゲーストの一部である。現在ブレーマーハーフェンに属す古い中心部の多く、すなわちレーエ、ゲーステンドルフ、ヴルスドルフは高波から護られたゲーストの上にある。ヴェーザー川の堤防はヴェッデヴァルデンからノイアー・ルネジールとの間では、高さ 6.2 m から 8.3 m に達する。
ブレーマーハーフェンのもう一つの地形がマルシュ（沼沢地）である。ヴェーザー＝マルシュの一部である、ゲーストの北側のヴルスター・マルシュと南側のヴュルデナー・マルシュのほかに、ゲーステ＝マルシュ、ロール＝マルシュがある。マルシュにはヴェッデヴァルデンの古い中心街がある。（アルト＝）ブレーマーハーフェンもマルシュで形成された。ヴェーザー川の中には、UNESCO世界遺産に登録されている小さな干潟（ワッデン海の一部）がある。
ヴェーザー川、ゲーステ川、ロール川、ルネ川、アウエ川が市内を、あるいは市をかすめて流れている。

### 市の構成
ブレーマーハーフェン市は2つの管理区（Stadtbezirk）とそれに属す9つの市区 (Stadtteil) で構成される。市区はさらに24の地区 (Ortsteil) に分けられる。

#### 管理区
デフォルトでは、管理区のキーナンバーに従ってソートされている。
- 管理区: 該当する行の管区名とキーナンバー
- 市区: 管理区に属す市区名
- 面積: 2017年9月30日現在の管理区面積 (km2)[8]
- 人口: 2017年9月30日現在の管理区内人口[8]
- 人口密度: 2017年9月30日現在の管理区の人口密度 (人/km2)[8]
- 地図: ブレーマーハーフェン市における該当管理区の位置図

| 管理区           | 市区                                                                                             | 面積      | 人口   | 人口密度        | 地図 |
| ---------------- | ------------------------------------------------------------------------------------------------ | --------- | ------ | --------------- | ---- |
| ノルト（北） 1   | - ヴェッデヴァルデン - レーアーハイデ - レーエ - ミッテ                                          | 44.72 km2 | 67,954 | 1,519.54 人/km2 |      |
| ジュート（南） 2 | - ゲーステミュンデ - シフドルファーダム - ズールハイデ - ヴルスドルフ - フィッシェライハーフェン | 49.07 km2 | 50,742 | 1,034.07 人/km2 |      |

#### 市区
市区のソートはキーナンバーに従って行われている。キーナンバーは、階層構造になっており、正式には4桁である。1桁目は管理区、2桁目は市区、3桁目は地区で、4桁目はすべて「0」である。
- 市区: (Stadtteil) 該当する行の市区名とキーナンバー
- 地区: (Ortsteile) 該当する市区に含まれる地区とそのキーナンバー
- 面積: 2017年9月30日現在の市区の面積 (km2)[8]
- 人口: 2017年9月30日現在の市区の人口[8]
- 人口密度: 2017年9月30日現在の市区の人口密度 (人/km2)[8]
- 地図: ブレーマーハーフェン市における該当市区の位置図

| 市区                        | 地区 | 面積      | 人口   | 人口密度        | 地図 |
| --------------------------- | --- | --------- | ------ | --------------- | ---- |
| ヴェッデヴァルデン 11       | - ヴェッデヴァルデン (1110) | 13.57 km2 | 553    | 40.76 人/km2    |      |
| レーアーハイデ 12           | - ケーニヒスハイデ (1210) - フェールモーア (1220) - レーアーハイデ＝ヴェスト (1230) | 6.46 km2  | 16,469 | 2,550.25 人/km2 |      |
| レーエ 13                   | - シュペッケンビュッテル (1310) - エッケルンフェルト (1320) - ツヴィッシュカンプ (1330) - ゲーテシュトラーセ (1340) - クルスホーフ (1350) - シーアーホルツ (1360) - ブッシュケンペン (1370) | 16.37 km2 | 38,207 | 2,334.49 人/km2 |      |
| ミッテ 14                   | - ミッテ＝ジュート (1410) - ミッテ＝ノルト (1420) | 8.32 km2  | 12,725 | 1,529.52 人/km2 |      |
| ゲーステミュンデ 21         | - ゲーステミュンデ＝ノルト (2110) - ゲーステンドルフ (2120) - ゲーステミュンデ＝ジュート (2130) - ビュルガーパルク (2140) - グリュンヘーフェ (2150)                                         | 10.98 km2 | 33,625 | 3,063.22 人/km2 |      |
| シフドルファーダム 22       | - シフドルファーダム (2210) | 4.53 km2  | 2,598  | 574.08 人/km2   |      |
| ズールハイデ 23             | - ズールハイデ (2310) | 3.01 km2  | 2,956  | 983.23 人/km2   |      |
| ヴルスドルフ 24             | - ドライベルゲン (2410) - イェドゥーテンベルク (2420) | 5.61 km2  | 11,351 | 2,022.19 人/km2 |      |
| フィッシェライハーフェン 25 | - フィッシェライハーフェン (2510) - ルネプラーテ (2520) | 24.94 km2 | 212    | 8.50 人/km2     |      |

### シュタットブレーミシェス・ユーバーゼーハーフェンゲビート・ブレーマーハーフェン
この外洋港は、1938年4月1日からブレーメン市に属している。ブレーマーハーフェン市はこの地域に関して一部の自治体行政を代行する協定を結んでいる。

### 気候
北海に近いことから、気候はおおむね海洋性気候に一致する。夏は、30℃を超えるような暑い期間が長く続くことは希である。冬は、雪はわずかに降るか、あるいは全く降らない。最低気温が -10℃を下回ることはほとんどない。平均年間降水量は 741.5 mm である。降水の多くは6月から7月にあり、2月の降水量は約 36 mm と最も乾燥している。2009年現在の最高気温の記録は1992年8月9日の 35.8 ℃、最低気温の記録は1956年2月25日の -18.6 ℃である。

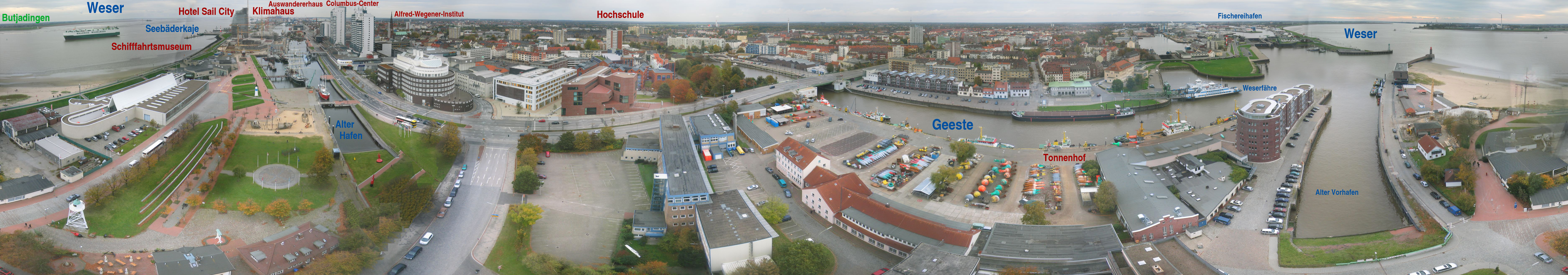
ブレーマーハーフェンのパノラマ

| ブレーマーハーフェンの気候 | ブレーマーハーフェンの気候 | ブレーマーハーフェンの気候 | ブレーマーハーフェンの気候 | ブレーマーハーフェンの気候 | ブレーマーハーフェンの気候 | ブレーマーハーフェンの気候 | ブレーマーハーフェンの気候 | ブレーマーハーフェンの気候 | ブレーマーハーフェンの気候 | ブレーマーハーフェンの気候 | ブレーマーハーフェンの気候 | ブレーマーハーフェンの気候 | ブレーマーハーフェンの気候 |
| 月                         | 1月                        | 2月                        | 3月                        | 4月                        | 5月                        | 6月                        | 7月                        | 8月                        | 9月                        | 10月                       | 11月                       | 12月                       | 年                         |
| -------------------------- | -------------------------- | -------------------------- | -------------------------- | -------------------------- | -------------------------- | -------------------------- | -------------------------- | -------------------------- | -------------------------- | -------------------------- | -------------------------- | -------------------------- | -------------------------- |
| 平均最高気温 °C （°F）     | 3.1 (37.6)                 | 3.8 (38.8)                 | 7.2 (45)                   | 11.9 (53.4)                | 16.8 (62.2)                | 20.4 (68.7)                | 21.3 (70.3)                | 21.4 (70.5)                | 18.7 (65.7)                | 13.6 (56.5)                | 7.9 (46.2)                 | 4.6 (40.3)                 | 12.56 (54.6)               |
| 日平均気温 °C （°F）       | 0.8 (33.4)                 | 1.0 (33.8)                 | 3.7 (38.7)                 | 7.4 (45.3)                 | 11.8 (53.2)                | 15.4 (59.7)                | 16.6 (61.9)                | 16.7 (62.1)                | 14.1 (57.4)                | 9.9 (49.8)                 | 5.3 (41.5)                 | 2.4 (36.3)                 | 8.76 (47.76)               |
| 平均最低気温 °C （°F）     | −1.5 (29.3)                | −1.8 (28.8)                | 0.2 (32.4)                 | 2.9 (37.2)                 | 6.9 (44.4)                 | 10.4 (50.7)                | 12.0 (53.6)                | 12.0 (53.6)                | 9.5 (49.1)                 | 6.3 (43.3)                 | 2.8 (37)                   | 0.2 (32.4)                 | 4.99 (40.98)               |
| 降水量 mm （inch）         | 67 (2.64)                  | 35 (1.38)                  | 62 (2.44)                  | 42 (1.65)                  | 55 (2.17)                  | 86 (3.39)                  | 71 (2.8)                   | 75 (2.95)                  | 71 (2.8)                   | 68 (2.68)                  | 69 (2.72)                  | 65 (2.56)                  | 766 (30.18)                |
| 出典：Klima Bremerhaven    |                            |                            |                            |                            |                            |                            |                            |                            |                            |                            |                            |                            |                            |

## 歴史

### 古代
2019年5月、レーエ市区のビュッテラー通りの発掘により考古学者たちは深さ 1.2 m から鉄器時代の住居跡を発見した。貯蔵穴や陶片といったその他の出土品や、紀元前1世紀の泉が最初の定住跡を証明している。

### 中世から近世
小高い丘の村ヴェッデヴァルデンは1091年に、教会の村 Geestendorf と Wulsdorf が1139年に初めて文献に記録されている。Lehe は1275年に初めて記録に登場し、アムト（地方行政区）の所在地および市場の開かれる集落として、近隣の重要な村落となった。政治的には、ゲーステ川の河口付近を長らくブレーメン大司教とブレーメン市が争っていた。この地域は1648年/1654年にスウェーデンの支配下に入った。1672年に要塞都市カールスブルクの建設が始まり、1719年にはそれまでデンマークの所領であったこの地域はブラウンシュヴァイク＝リューネブルク選帝侯領となり、さらに1814年からはハノーファー王国領へと変遷した。

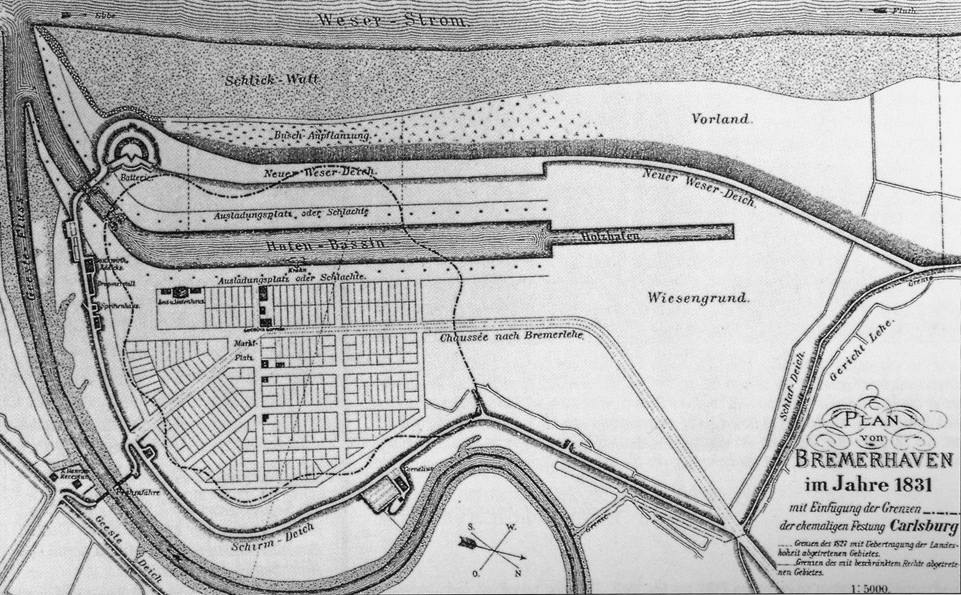
1831年のブレーマーハーフェンの港と都市の計画図

### ブレーマーハーフェンの創設と港の建設
ヴェーザー川の砂の堆積が増大したため、1827年にブレーメン市長のヨハン・シュミットは、ゲーステ川がヴェーザー川に注ぐ河口の北側に面した、かつて未完成に終わったスウェーデンの城塞都市カールスブルクの土地と干潟をハノーファー王国から購入した。土地は1827年5月1日に引き渡され、ブレーマーハーフェンと名付けられた（現在のミッテ市区）。アルター・ハーフェン（旧港）は1830年までに完成した。1845年にハノーファーは、ブレーマーハーフェンの南側ゲーステンドルフの近くに村落を建設し、1847年6月26日にゲーステミュンデと名付けた。この村もブレーマーハーフェンと競って港を建設した。1847年から1852年にブレーマーハーフェンはノイアー・ハーフェン（新港）を建設し、この街は1854年までにヨーロッパ最大の移民の出発港へ成長した。1857年に北ドイツ・ロイド (NDL) が設立され、1873年から1876年にカイザーハーフェン I が建設された。北ドイツ・ロイドはその後ブレーメン最大の、1881年には世界最大の海運会社となった。1897年にカイザー水門が、1907年/1909年にカイザーハーフェン II/III が設けられた。重要な船舶が出航・寄港することでブレーマーハーフェンは有名になっていった。1927年に「バーンホーフ・アム・メール」（直訳: 海沿いの駅）という名称であったコロンブス駅を有するコロンブス護岸堤防が完成した。第二次世界大戦で破壊された旅客施設は徐々に復興された。1962年に旅客施設 II が新設され、古い施設は取り壊された。1968年から設けられていたコンテナターミナルが1978年から拡張された。現在ここには長さ約 5 km の護岸堤防と、合計14の係留施設がある。

### フィッシェライハーフェン
1885年、ブレーメンで建造されたザギッタ号がドイツで初めての遠洋漁業船として用いられ、その後遠洋漁業が本格化した。1896年にフィッシェライハーフェン I（直訳: 漁港 I）がゲーステミュンデに建設された。ゲーステミュンデとレーエが合併してヴェーザーミュンデ市となった後、フィッシェライハーフェン II が完成した。1935年に存続してたブレーマーハーフェンの漁港が廃止され、1939年にブレーマーハーフェンはヴェーザーミュンデ市の一部となった。1947年、ヴェーザーミュンデは「ブレーマーハーフェン」と改名された。1971年の市の新区分によって、南管理区のフィッシェライハーフェンは独立した市区となった。2010年にこの市区にルネプラーテ地区が合併した。

### 市と市区の発展
1846年にレーアー・ハイデの農民がレーアー・フェルトマルクに移された。ゲーステミュンデは1850年にラントゲマインデとなり、ブレーマーハーフェンは1851年に都市権を得た。1866年、レーエとゲーステミュンデがプロイセン領となった。ゲーステンドルフは1889年4月1日にゲーステミュンデに合併した。

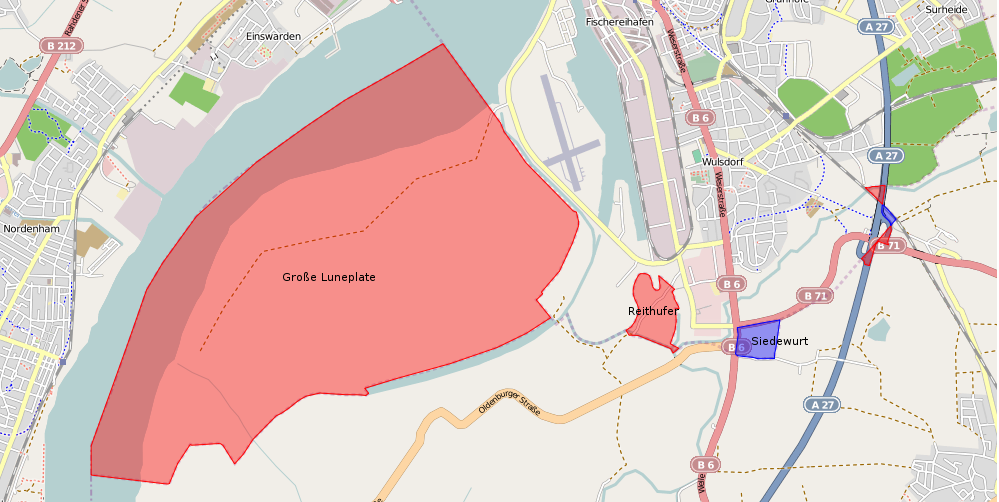
ルネプラーテの地図。2010年までは、赤い部分はブレーメン市、青い部分はニーダーザクセン州に属していた。

ゲーステミュンデは1913年に、レーエは1920年に都市権を得た。ヴルドルフは1920年にゲーステミュンデの一部となった。1924年11月1日、レーエ市とゲーステミュンデ市はヴェーザーミュンデ市として統合された。1927年にヴェッデヴァルデン、シフドルファーダム、シュペッケンビュッテルがヴェーザーミュンデに合併した。1937年に現在のズールハイデの建設が始まった。1938年にユーバーゼーハーフェンがブレーマーハーフェンから分離され、飛地としてブレーメン市に合併した。1939年にそれまで存続していたブレーメンに属すブレーマーハーフェンの市域がプロイセン王国のハノーファー州に属すヴェーザーミュンデに合併した。
第二次世界大戦後、ヴェーザーミュンデとハンザ都市ブレーメンは北ドイツの飛び地としてアメリカ管理地区となった。ヴェーザーミュンデは1946年から1947年までイギリス管理地区に含まれていたが、1947年にイギリスとアメリカの軍事政府の共同委員会の決定に基づきハンザ都市ブレーメンに統合され、アメリカ管理地区に編入された。自由ハンザ都市ブレーメンの新設後、ヴェーザーミュンデはブレーマーハーフェンと改名された。その後本市はアメリカ軍の補給港として利用された。
1971年にブレーマーハーフェンの都市行政は、2つの管理区、9つの市区、23の地区に分割された。2010年にそれまでニーダーザクセン州に属していたルネプラーテが24番目の地区としてブレーマーハーフェンのフィッシェライハーフェン市区に編入された。

### 主要建造物

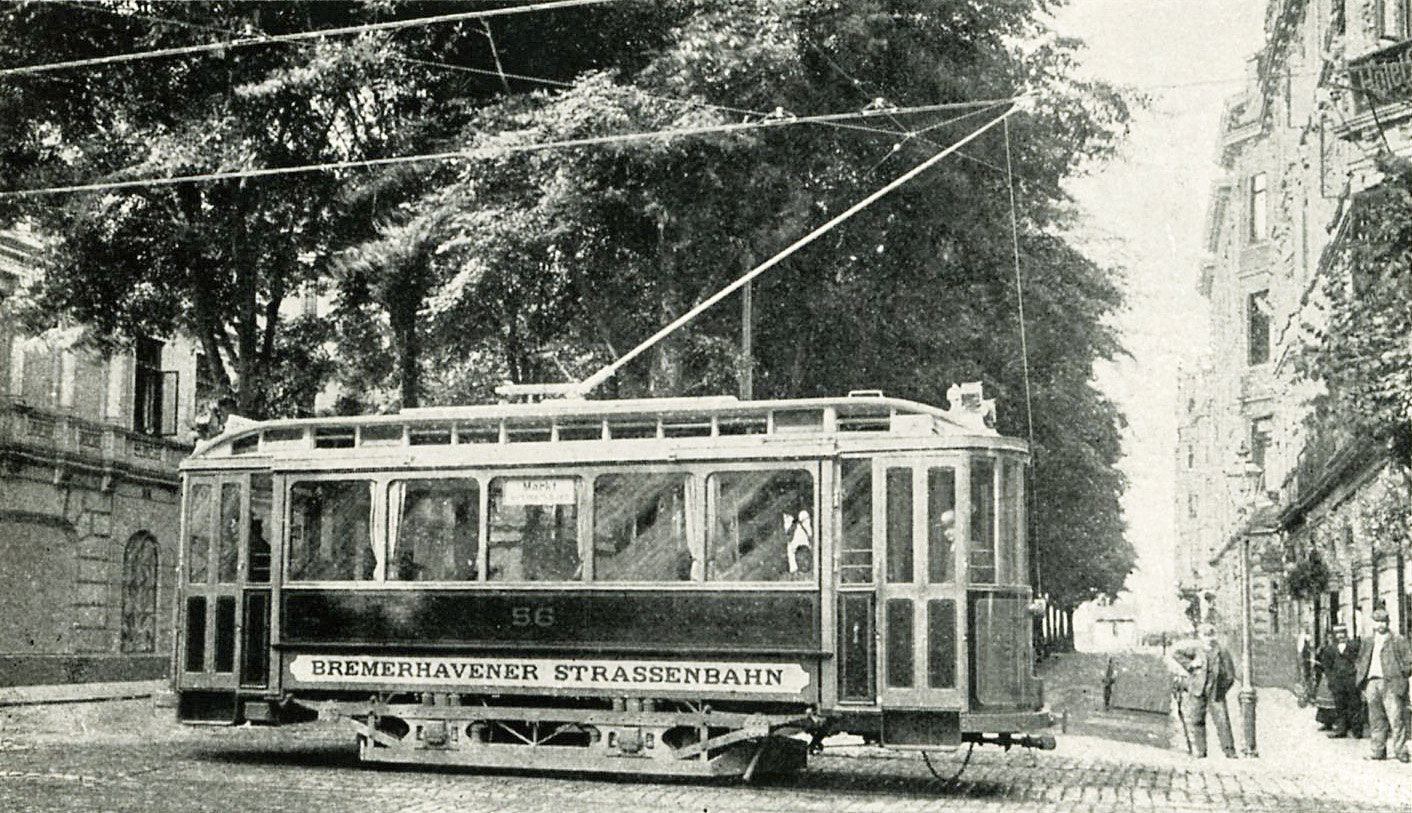
1910年頃のブレーマーハーフェンの路面電車

1854年にブレーマーハーフェン灯台が、1855年にビュルガーマイスター＝シュミット記念教会が建設された。1881年からブレーマーハーフェナー・シュトラーセンバーン AG（1947年からの名称は VGB）の馬車鉄道が営業開始し、1898年からは蓄電池による鉄道が運行した。1908年からは架線駆動式の電化された路面電車に完全に置き換えられた。1914年にゲーステミュンデ駅とレーエ駅が開業した。1933年ゲーステミュンデの中央郵便局が営業を開始した。ハンス・シャロウンが建造したドイツ船舶博物館が開館したことで、この街は1972年/75年にドイツで最も重要な海洋博物館を有することとなった。ブレーマーハーフェン単科大学は1975年に設立され、その後拡大を続けている。ゴットフリート・ベームがその中央棟の設計を行った。ブレーマーハーフェンの建築家ペーター・ヴェーバーの設計に基づくコロンブス＝センターは1977年に完成した。1980年にアルフレート＝ヴェーゲナー研究所 (AWI) 極地および海洋研究のためのヘルムホルツ＝センターがオスヴァルト・マティアス・ウンガースの設計により建設された。オットー・シュタイドレの設計に基づくフィッシェライハーフェン水門の拡張工事は2004年に始まった。モルゲンシュテルン博物館を母体とする歴史博物館は、1991年に現在の新館を建設した。2005年にドイツ移民ハウス、2009年に気象ハウスが創設された。
1962年の高潮は、ケネディー橋と防潮堰の完成5か月後に起こったため、この街は大きな被害を免れた。

### 市区および港の歴史
- ヴェッデヴァルデン、1091年に文献に初めて記録
- ゲーステンドルフ、1139年に文献に初めて記録
- シフドルファーダム、1139年に文献に初めて記録
- ヴルスドルフ、1139年に文献に初めて記録
- レーエ、1275年に文献に初めて記録
- アルター・ハーフェン（旧港）、1830年開港
- ゲーステミュンデ、1845年に創設
- レーアーハイデ、1846年に初めて入植
- シュペッケンビュッテル、19世紀中頃に初めて公園施設が設けられた
- ノイアー・ハーフェン（新港）、1852年開港
- フィッシェライハーフェン（漁港）、1896年開港
- カイザー水門、1897年始動
- ヴェーザーミュンデ、1924年創設
- コロンブス防潮堤、1927年開設
- ノルトシュロイゼ（北水門）、1931年始動
- ズールハイデ、1937年創設
- シュタットブレーミシェス・ユーバーゼーハーフェンゲビート・ブレーマーハーフェン。1938年ブレーメン市に移譲
- コンテナ＝ターミナル・ブレーマーハーフェン、1968年開設

### 市町村合併
| 年   | ブレーマーハーフェン                                                       | レーエ                                                                     | ゲーステミュンデ                                                           |
| ---- | -------------------------------------------------------------------------- | -------------------------------------------------------------------------- | -------------------------------------------------------------------------- |
| 1275 |                                                                            | レーエが初めて文献に記録                                                   |                                                                            |
| 1827 | ブレーマーハーフェン創設                                                   | レーエ                                                                     |                                                                            |
| 1845 | ブレーマーハーフェン                                                       | レーエ                                                                     | ゲーステミュンデ創設                                                       |
| 1889 | ブレーマーハーフェン                                                       | レーエ                                                                     | ゲーステンドルフが合併                                                     |
| 1913 | ブレーマーハーフェン                                                       | レーエ                                                                     | ゲーステミュンデが郡独立市に                                               |
| 1920 | ブレーマーハーフェン                                                       | レーエが郡独立市に                                                         | ヴルフスドルフが合併                                                       |
| 1924 | ブレーマーハーフェン                                                       | レーエとゲーストミュンデが合併して、郡独立市 ヴェーザーミュンデに          | レーエとゲーストミュンデが合併して、郡独立市 ヴェーザーミュンデに          |
| 1927 | ブレーマーハーフェン                                                       | ヴェッデヴァルデン, シフドルファーダム、シュペッケンビュッテルが合併       | ヴェッデヴァルデン, シフドルファーダム、シュペッケンビュッテルが合併       |
| 1938 | ユーバーゼーハーフェンゲビーテをブレーメン市に分離                         | ヴェーザーミュンデ                                                         | ヴェーザーミュンデ                                                         |
| 1939 | ユーバーゼーハーフェンゲビーテを除いてヴェーザーミュンデに統合             | ユーバーゼーハーフェンゲビーテを除いてヴェーザーミュンデに統合             | ユーバーゼーハーフェンゲビーテを除いてヴェーザーミュンデに統合             |
| 1947 | 自由ハンザ都市ブレーメン（ブレーメン州）に編入、ブレーマーハーフェンと改名 | 自由ハンザ都市ブレーメン（ブレーメン州）に編入、ブレーマーハーフェンと改名 | 自由ハンザ都市ブレーメン（ブレーメン州）に編入、ブレーマーハーフェンと改名 |
| 2010 | ルネプラーテの合併、ニーダーザクセンとの州境の整理                         | ルネプラーテの合併、ニーダーザクセンとの州境の整理                         | ルネプラーテの合併、ニーダーザクセンとの州境の整理                         |

### 主要な船舶の出航、寄港

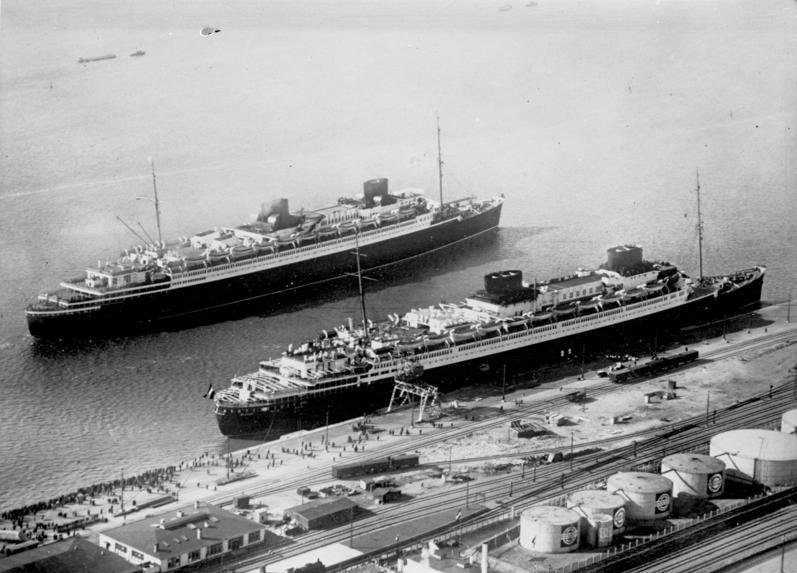
1930年のブレーマーハーフェン。接岸しているのがオイローパ、その奥がブレーメン

船舶の出航・寄港は、海洋都市ブレーマーハーフェンにとって常に重要である。重要な船舶の場合、数千人の見物客が訪れることもある。
1827年に最初の船舶として、スウェーデンの帆船「Lyk good」がブレーマーハーフェンに寄港した。1830年にアルター・ハーフェン（旧港）が完成後、最初に寄港したのはアメリカのスクーナー「ドレイパー」であった。1837年に海水浴客の輸送が始まり、1847年に外輪船「ワシントン」が寄港している。ブロンミー提督の艦隊が1849年から1853年までここに停泊した。1854年には76,875人の移民がヨーロッパからブレーマーハーフェンを経由して出立した。北ドイツ・ロイドが1857年に設立され、ニューヨークまたはボルチモア行きの定期便を運行した。最初に使われた船は「ブレーメン 1」であった。北ドイツ・ロイドの他の船舶は、1875年就航の「ホーエンツォレルン」、1881年就航の「エルベ」、1897年にブルーリボン賞を獲得した「カイザー・ヴィルヘルム・デア・グロッセ」があった。
1885年に「ザギッタ」がドイツ初の遠洋漁業船として就役した。同じ年にゲーステミュンデから世界初の海外向けタンカー「アンドロメダ」がニューヨークに向かって出港した。タンカー輸送のパイオニアである船主のリーデマンは、スタンダード・オイル（後のエッソ）とともにドイツの石油輸送の重要な担い手であった。1886年、最初の帝国郵便船は東アジアに向かって出港した。
1902年に北ドイツ・ロイドの船「クロンプリンツ・ヴィルヘルム」が、1929年には「ブレーメン」と「オイローパ」が就役した。
加工船「ヤン・ヴェレム」により、1936年から捕鯨が重要性を増した。
1945年からアメリカ軍の軍隊輸送船の時代が始まる。95隻の船が何千回もこの港に着岸した。バナナ汽船は、1949年から約500隻の冷蔵船により、約5,000回にわたってバナナを輸送した。1958年、エルヴィス・プレスリーがこの街に到着した。
1950年「グリップスホルム」によって旅客輸送が再開された。1951年に「アメリカ」、1953年にブルーリボン賞受賞船「ユナイテッド・ステーツ」、1955年に「セブン・シーズ」がその任を担った。
1957年、空母「フォレスタル」が寄港した。その後、1959年に旅客船「ブレーメン」が続き、1964年には「インジ」がその積み荷を降ろした。1966年には旅客船「オイローパ」が就航した。
1966年にフェリー「プリンス・ハムレット」がハリッチュへ、「ローラント・フォン・ブレーメン」がヘルゴラント島へ、さらに1970年には「プリンス・オベロン」がハリッチュへ運航した。1970年には旅客船フランスが、1987年にクルーズ客船「クイーン・エリザベス2」が寄港した。
ザイルは1986年から定期的に開催される主要なイベントで、ウィンドジャマーのパレードが行われる。
2011年、世界最大の自動車運搬船「ファウスト」がユーバーゼーハーフェンに寄港した。
2006年、当時世界最大級のコンテナ船の1つであった「エマ・マースク」が、2009年にクルーズ客船「クイーン・ヴィクトリア」が、2012年にコンテナ船「CMA CGM マルコ・ポーロ」が来港した。

## 住民

ブレーマーハーフェンの人口推移

### 人口推移
1827年、ブレーマーハーフェンには19人が住んでいた。人口は1871年までに1万人を超え、1900年までにはさらに倍の約2万人にまで増加した。1939年、人口26,790人のブレーマーハーフェンと86,041人のヴェーザーミュンデが合併し、人口約113,000人の大都市ヴェーザーミュンデが新たに設けられた。
1968年に人口はピークの148,931人に達した。その後人口は減り続け、2012年に108,323人の極小値を記録した。2012年以後人口はわずかながら増加している。2017年末時点のブレーマーハーフェン市の人口は113,026人である。

### 宗教と教会
2017年、人口 118,941人中 43,206人 (36.3 %) が福音主義教会、12,685人 (10.7 %) がローマ＝カトリック、63,050人 (53.0 %) が宗教団体に所属していない。

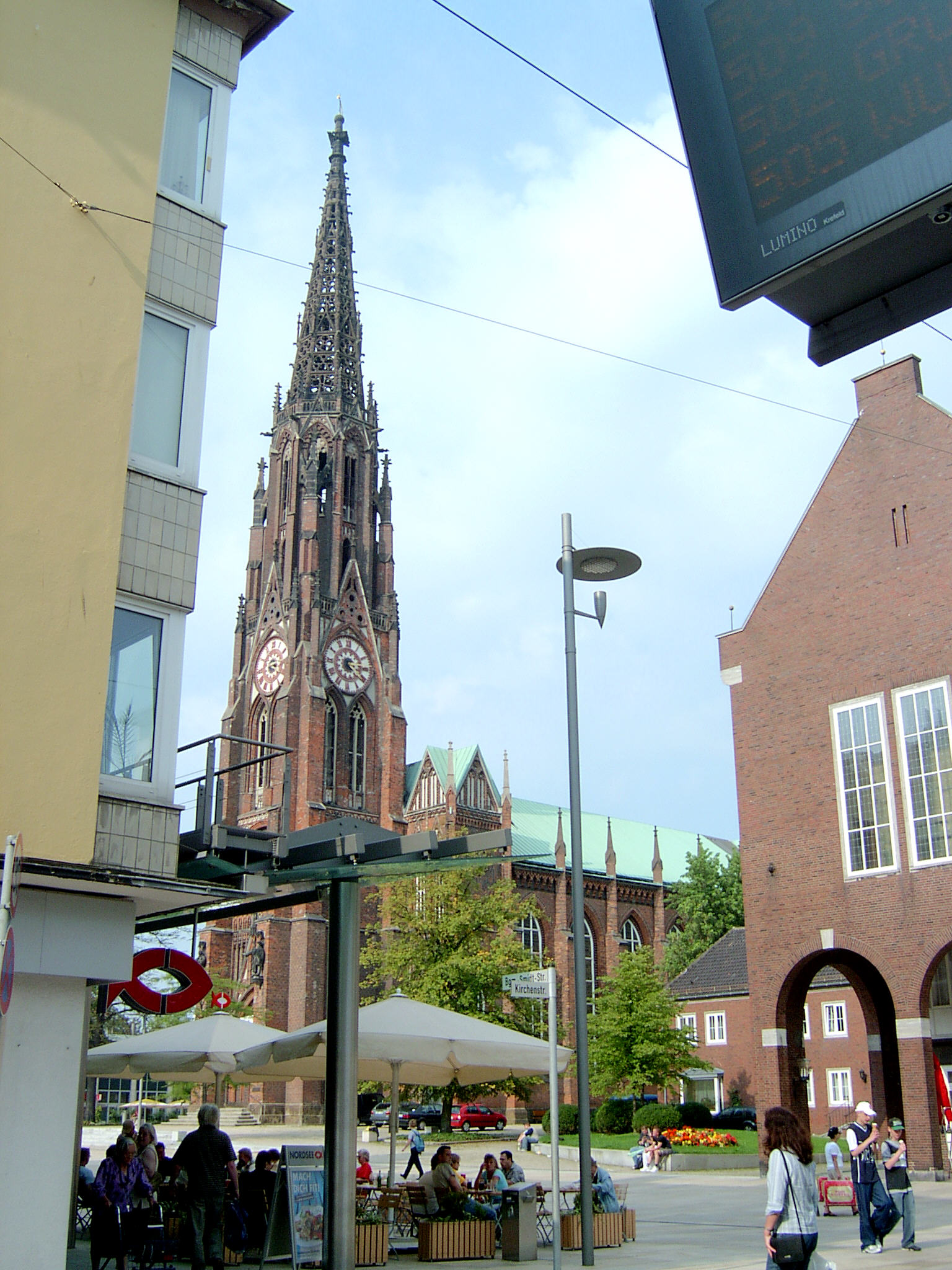
ビュルガーマイスター＝シュミット記念教会

#### 福音主義教会
現在の市区は19世紀には主に福音主義教会に属していた。1927年、ブレーマーハーフェンの成立後、住民たちはまずレーエの教会組織に組み込まれた。レーエは早くも1520年から宗教改革がなされ、当初は主に改革派教会の集落であった。しかし、スウェーデン統治時代にルター派教会が優勢になった。
1846年から合同派福音主義教会であるビュルガーマイスター＝シュミット記念教会が建設され、ルター派と改革派の信者が一体化した組織が形成された。この教会は設立当初からブレーメン福音主義教会に属していた。現在においても、ブレーマーハーフェンにある福音主義教会の中でブレーメン福音主義教会に属しているのはこの教会のみである。1855年に分裂するまで1つのルター派教会組織が存在していた。
その後に設立された、たとえば1863年に創設された十字架教会の様に後に創設された教会組織や、1939年以降にブレーマーハーフェンと合併したヴェーザーミュンデ市、およびその前身であるゲーステミュンデおよびレーエの教会は、ルター派教会であればハノーファー福音ルター派州教会（シュターデ管区ブレーマーハーフェン教会クライス）もしくは改革派教会であれば福音主義改革派教会（シノダルフェアバント VIII）に属している。

#### 自由主義教会
福音主義自由教会連合 (VEF) はブレーマーハーフェンの7つの教会の代表している。このうち2つはセブンスデー・アドベンチスト教会で、そのほかに福音主義自由教会組織連合（バプテスト）、Bund Freier evangelischer Gemeinden in Deutschland、Christliche Gemeinschaft、メソジスト教会、Bund Freikirchlicher Pfingstgemeinden の教会が１つずつある。
また、VEF に加盟していない自由教会もブレーマーハーフェンには存在する。

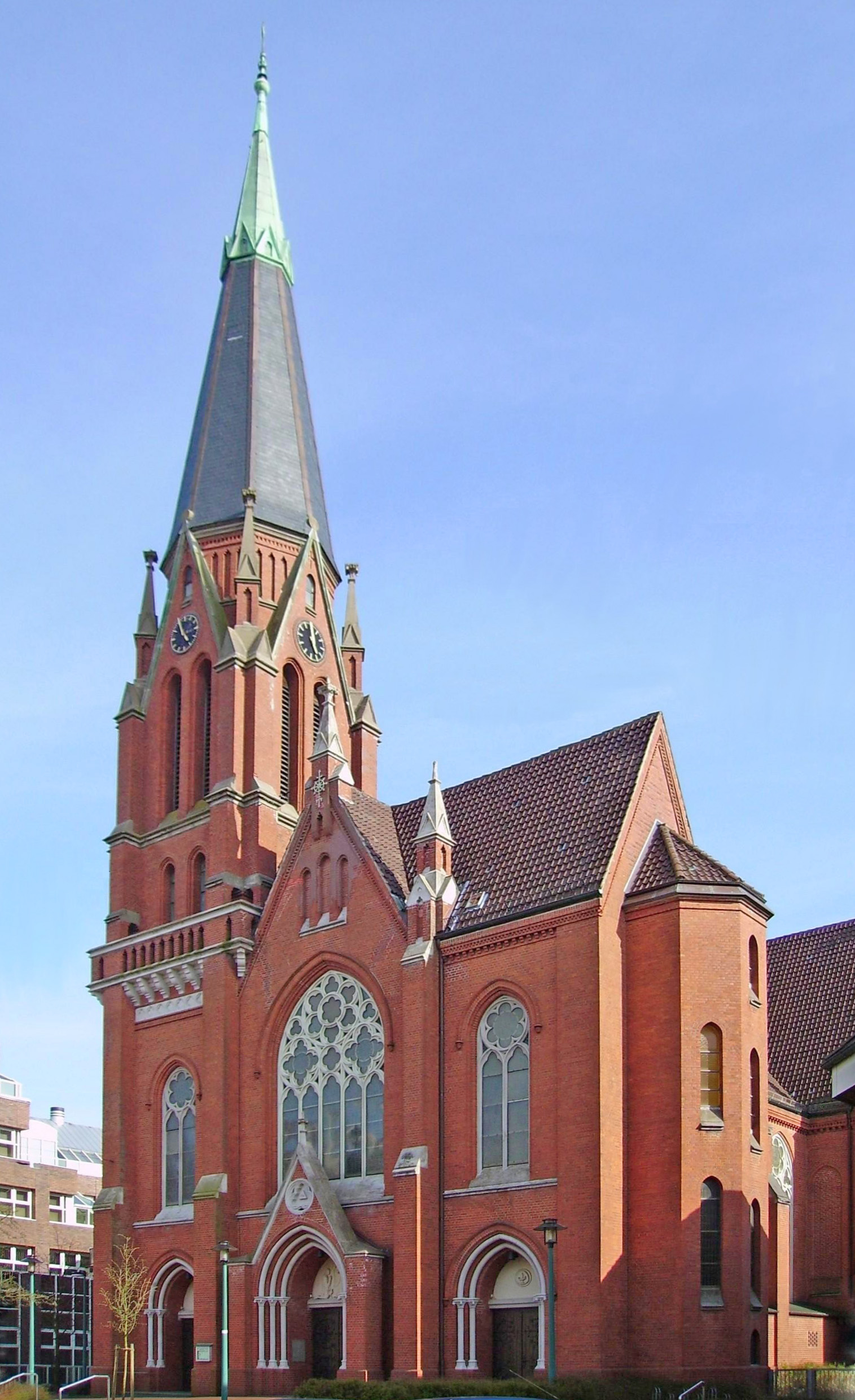
ゲーステミュンデのヘルツ＝イェズ教会

#### カトリック教会
カトリック信者は、数の上ではプロテスタント信者に比べて明らかに少数派であり続けた。1867年に最初のカトリック教会聖マリエン教会が建設された。この教会に属す教会組織はブレーメンの聖ヨハン教会（オスナブリュック司教区）の支教会であったが、1902年に独立した教会区を形成した。その後ともに1911年に創設されたヘルツ＝イェズ教会ゲーステミュンデおよびヘルツ＝イェズ教会レーエが続いた。現在ブレーマーハーフェンとクックスハーフェン郡の教区教会は、ヒルデスハイム司教区ブレーマーハーフェン首席司祭区に属している。

#### 新使徒派教会
ブレーマーハーフェンには2013年末まで、ブレーマーハーフェン・ヴルスドルフ、ゲーステミュンデ、レーエの3つの新使徒派教会組織があった。2013年以後これらは統合され、これ以後ゲーステミュンデに本部を置いている。

#### ユダヤ教
ゲーステミュンデ市区のシュール通りにあったかつてのシナゴーグは、1938年11月9日（水晶の夜）に破壊された
2000年11月にブレーマーハーフェンでユダヤ教組織が30人の信者で新たに創設された。ユダヤ教組織ブレーマーハーフェン ｅ.V. は1938年以後最初のユダヤ教組織である。アメリカ軍兵舎のアム・クライネン・ブリンク教会内に新しいシナゴーグが設けられ、2000年11月7日に完成した。

#### イスラム教
この街には大きなイスラム教の住民グループが存在する。主にトルコ人であるが、ほかにレバノン人、パレスチナ人、イラン人、パキスタン人、シリア人、北アフリカ人も含まれている。3つのモスクがある。レーエの Türkisch-Islamische Union der Anstalt für Religion や、ゲーステミュンデの Millî Görüş がそれに含まれる。

## 行政
1827年のブレーマーハーフェン創設に伴い、当初はブレーメン参事会から派遣された非独立の官僚がアムトマン（代官）として市行政を執行していた。ブレーマーハーフェンは1837年に暫定的な条例を制定したが、アムトマンの強力なコントロールの下にある状況は変わりなかった。1851年に最初の基本条例を作成し、都市宣言を行った。行政組織は、市議会の代表者の指揮下に市議会議員と都市指導者からなる委員会が置かれた。ただし、下級裁判権や警察権のような重要な行政機能は引き続きアムトマンの下に残された。1879年に新たな都市法が発効した。本市は、専任のシュタットディレクター（都市監督、事務総長）を代表者とし、アムトマンの職務が市当局に移管された。市議会は都市指導者と独立した地位を得た。1894年にハンザ都市ブレーメンの代表としてアムトマンが再び任命された。
プロイセンに属す隣町のゲーステミュンデは、1913年に王の命令によって郡独立市となり、市長 (Bürgermeister) は1917年にヴィルヘルム2世によって上級市長 (Oberbürgermeister) に昇格された。レーエは1920年に郡独立市に昇格し、都市行政のトップは上級市長となった。
ブレーマーハーフェンでは1922年に新たな都市法が制定された。この改正は第一次世界大戦後の新たな政治状況によってもたらされたものであった。たとえば、選挙権が拡大され、都市代表者会議の権限が強化された。それまでのシュタットディレクター職は、プロイセンの近隣自治体の対応する職の名称と一致するよう、上級市長という名称に改められた。
ナチ党の権力掌握後、1937年に最後のアムトマンが解任された。1939年にブレーマーハーフェンがヴェーザーミュンデの上級市長の主導でプロイセンの都市ヴェーザーミュンデに合併する前に、ブレーメン市長およびその他の都市指導者の勧告に従って港湾地区とブレーメンの都市部分が分離された。
1945年、軍事政府は上級市長およびその代理としてのビュルガーマイスターを指名した。1946年に戦後最初の選挙が行われた。同年、軍事政府はヴェーザーミュンデをニーダーザクセンから分離し、ブレーメンに編入して、第4のアメリカ管理地区とすることを決定した。ヴェーザーミュンデの都市代表者会議は1947年にブレーマーハーフェンへの改称を決定し、見かけ上の市参事会制度を廃止した。
現在ブレーマーハーフェンの市域は、ブレーマーハーフェン市法 (VerfBrhv) に基づき、都市代表者会議 (Stadtverordnetenversammlung) とマギストラート (Magistrat) を行政組織として有している。

### 都市代表者会議
| 政党   | SPD | CDU | GRÜNE | AfD | BIW | Die Linke | FDP | パルタイ | PIRATEN | その他 | 合計 |
| ------ | --- | --- | ----- | --- | --- | --------- | --- | -------- | ------- | ------ | ---- |
| 議席数 | 12  | 10  | 8     | 4   | 4   | 4         | 3   | 1        | 1       | 1      | 48   |

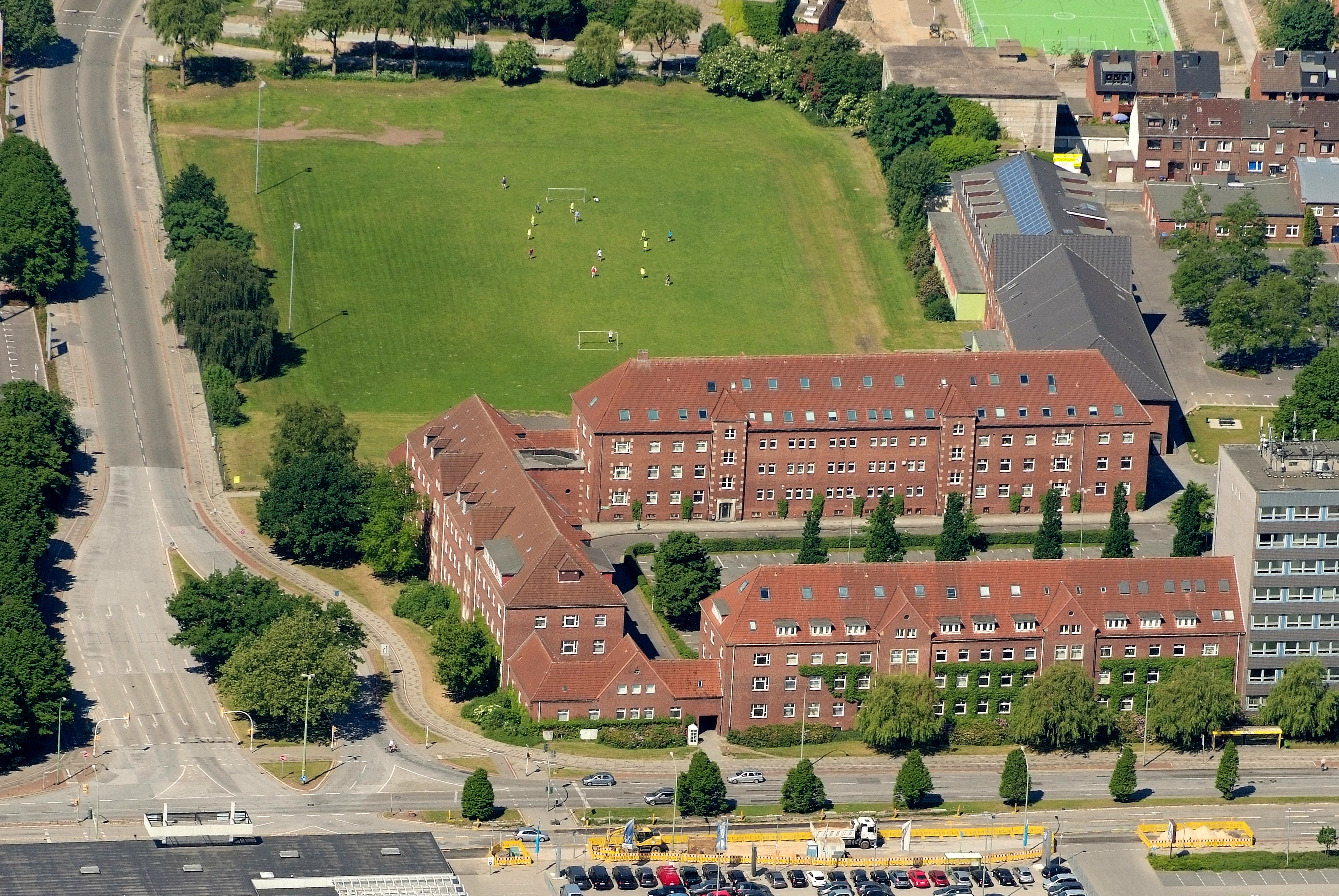
ブレーマーハーフェン市庁舎

ブレーマーハーフェンの都市代表者会議は、4年ごとに市民の選挙によって選出される48人の議員で構成されている。この会議は、基本的に市のすべての案件を担当し、市当局の職務遂行を監督する。都市代表者会議は、議員の中から議長 (Stadtverordnetenvorsteher) と第一補佐役 (erster Beisitzer)、さらに少なくとももう1名の補佐役を選出する。さらに、任期中のマギストラート名誉委員を選ぶ。
都市代表者会議は、任期6年のマギストラート常任委員を選ぶ。

#### 議長
議長は都市代表者会議を代表し、会議を主宰し、議会管理権を行使する。議長は、その補佐役とともに議会首脳部を形成する。

### マギストラート
ブレーマーハーフェンのマギストラートは、常任の委員で構成されている: マギストラートの代表である上級市長、その補佐役であるビュルガーマイスター、その他の専任の委員である。このほかに名誉職の委員が加わるが、その人数は常に常任委員の数を超えている。
マギストラートは、市の行政官庁であり、都市代表者会議の決定に基づいて行政を執行し、報告を行う。

#### 上級市長
上級市長は、行政の指導者である。上級市長は、緊急事態に際しては事前のマギストラートの決定なしに必要な措置を講じることができ、また、法に反していると判断したマギストラートの決定に対して拒否権を行使することができる。

### 紋章と旗
ブレーマーハーフェンは、ヴェーザーミュンデが自由ハンザ都市ブレーメンに編入され、ブレーマーハーフェンと改名された後、紋章と旗を使用している。公式な承認は1947年5月28日に得られた。紋章のデザインは、ミュンスターの芸術家ヴァルデマール・マレクによってなされた。

#### 紋章
図柄: 銀地。波状の青い基部の中に銀の魚が描かれている。その上には船尾に青い屋根の建物を載せた赤いハンザ船。船の帆には3つの紋章が描かれている: 1. 赤地に銀の鍵、その上部は銀地に赤い先広十字、2. 青地に金色の錨、3. 赤地に斜め十字に組み合わされた2本の銀色の大鎌の刃。船と魚は、港湾・漁業の街としての重要性を示している。

#### 旗
ブレーマーハーフェンの旗は、長辺と平行に同じ幅で三分割。上部と下部は赤地、中央は白地である。旗の中央にブレーマーハーフェンの紋章が描かれている。

### 姉妹都市
ブレーマーハーフェンは、6つの都市と姉妹都市協定を結んでいる。
- シェルブール＝アン＝コタンタン（フランス、マンシュ県）1960年6月29日[35]。当時は「シェルブール」であった。
- グリムズビー（イギリス、リンカーンシャー）1963年2月22日[36]
- ポリ（フィンランド、サタクンタ県）1969年5月16日[37]
- フレゼリクスハウン（デンマーク、北ユラン地域）1979年6月16日[38]
- シュチェチン（ポーランド、西ポモージェ県）1990年10月16日[39]
- カリーニングラード（ロシア、カリーニングラード州）1992年4月24日[40]

さらにブレーマーハーフェン市は、1954年5月16日に西プロイセンのエルビング市（現 エルブロンク）および旧エルビング郡と援助・協力関係を締結した。ゲーステミュンデのエルビンガー広場はこの援助・協力都市にちなんで名付けられた。
アウトバーンへの接続路は姉妹都市にちなんで名付けられている。
- シェルブール通り - ユーバーゼーへーフェン市区
- グリムズビー通り - ミッテ市区
- ポリ通り - ゲーステミュンデ市区
- フレデリクスハーフナー通り - ヴルスドルフ市区

## 文化と見所

### 建造物

#### ミッテおよびへーフェン

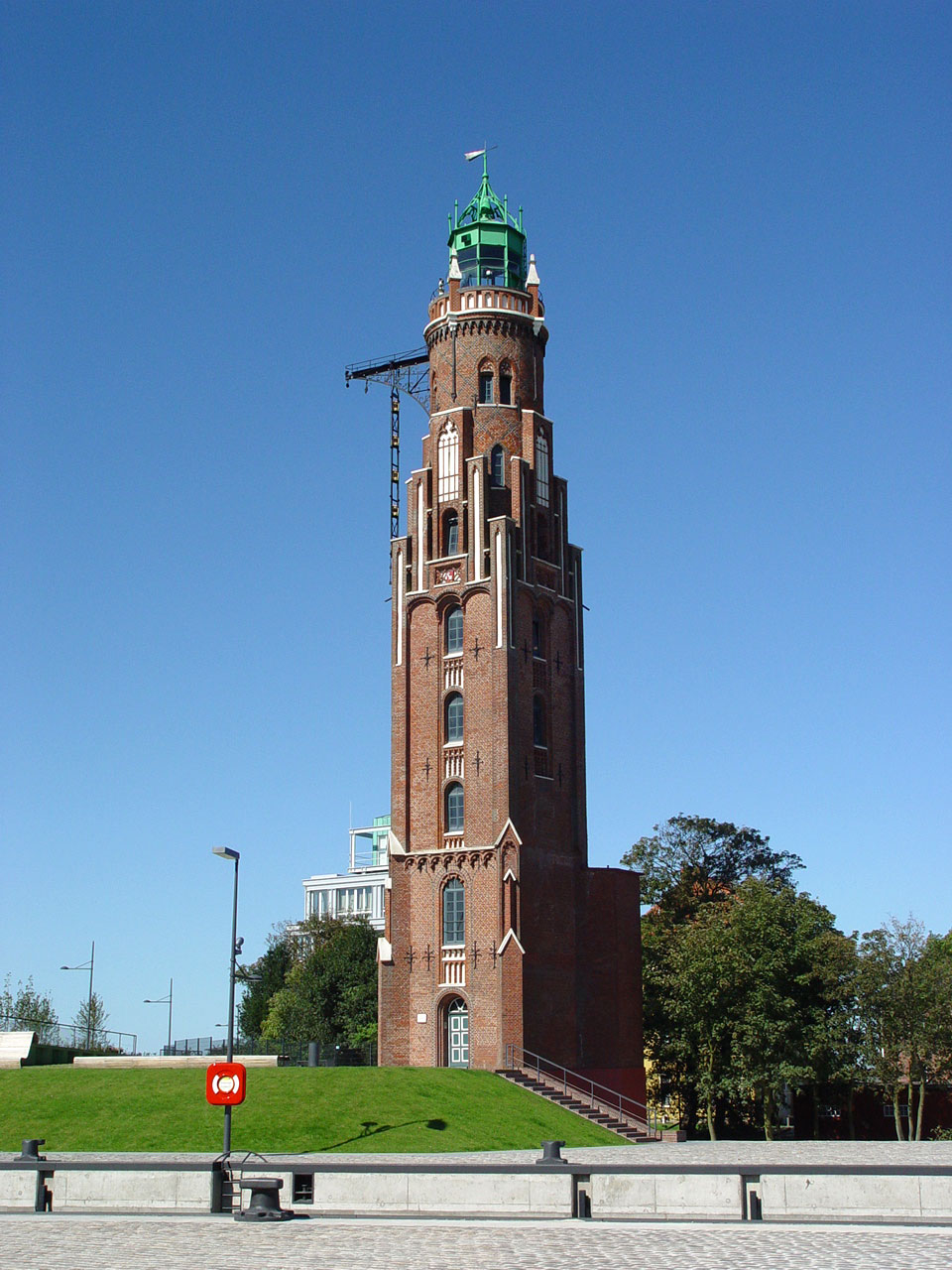
ブレーマーハーフェン灯台（ロッシェン灯台）

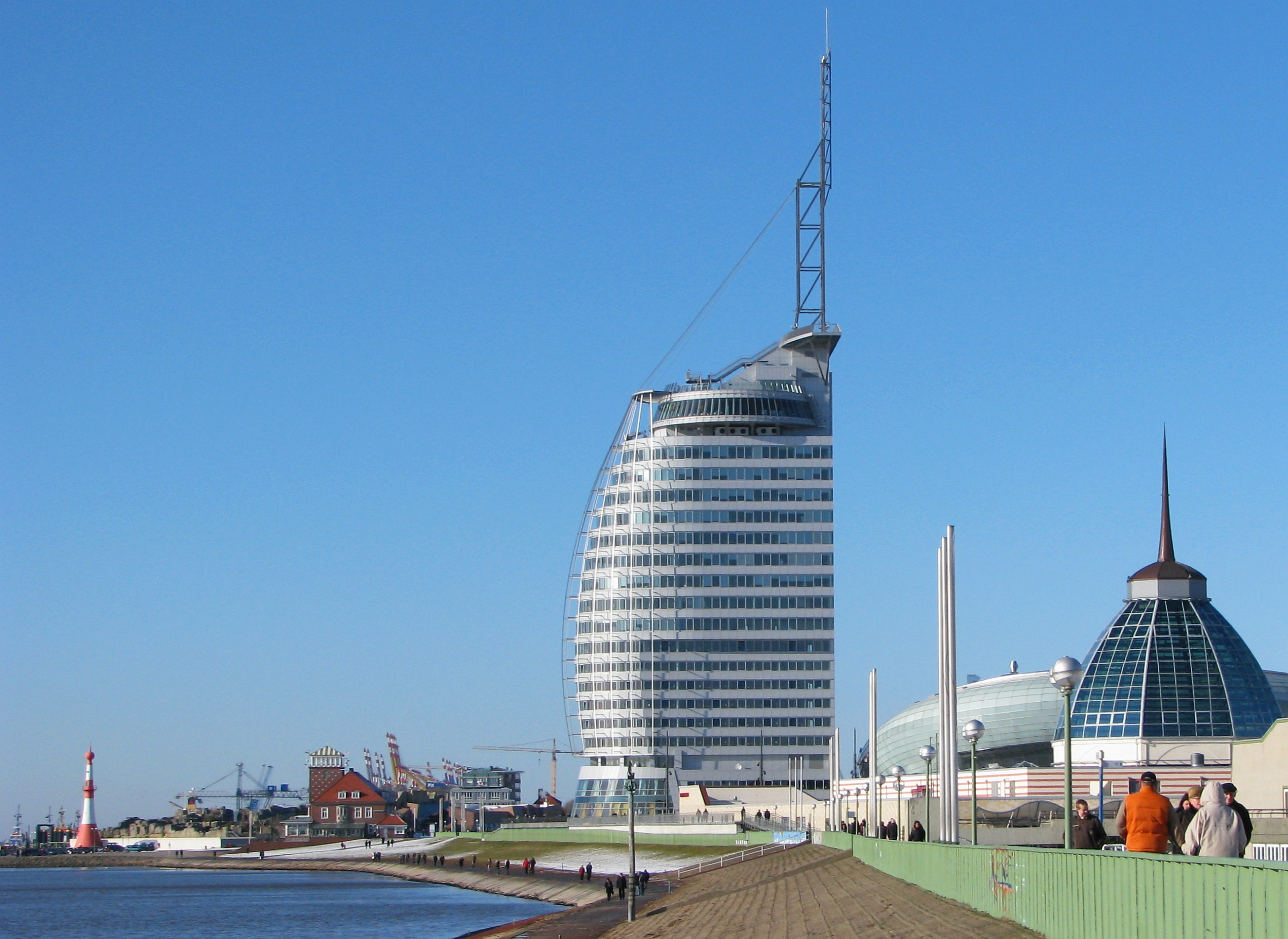
アトランティック・ホテル・セイル・シティー

- ビュルガーマイスター＝シュミット記念教会（「大教会」）
- コロンブス＝センター・ブレーマーハーフェン
- ビュルガーマイスター＝シュミット通り（「ディー・ビュルガー」）
  - アルテ・ビュルガー (ブレーマーハーフェン)
  - ブルヴェレ・フォン・ブレーマーハーフェン
  - ヴェルフトブルネン（直訳: 造船所の泉）
- ブレーマーハーフェン灯台（ドイツ語版、英語版）（ロッシェン塔）
- アトランティック・ホテル・セイル・シティー、展望台がある、この街の象徴的建造物である
- ブレーマーハーフェン気象ハウス（ドイツ語版）
- コロンブス＝センターからアルター・ハーフェンを渡るガラス製の橋
- ブレーマーハーフェン・リヒトフンク塔（送信塔）
- ブレーマーハーフェン単科大学
- コロンブス護岸堤防
- ロイド・ヴェルフト見学センター（造船ガイドツアーと、案内のある周回プラットフォーム）
- ゾイテ・デールン、博物館船、結婚パーティーが開催できるレストラン船でもある
- カイザー水門
- ドイツ移民ハウス（ドイツ語版、英語版）
- 港湾地区
- コンテナ展望台がある北水門

- コロンブス＝センター
- ブク・ヴェレ
- ブレーマーハーフェン気象ハウス
- アルター・ハーフェンのガラス橋
- ブレーマーハーフェン・リヒトフンク塔
- ブレーマーハーフェン単科大学 H棟
- ゾイテ・デールン
- カイザー水門
- ドイツ移民ハウス

#### レーエ

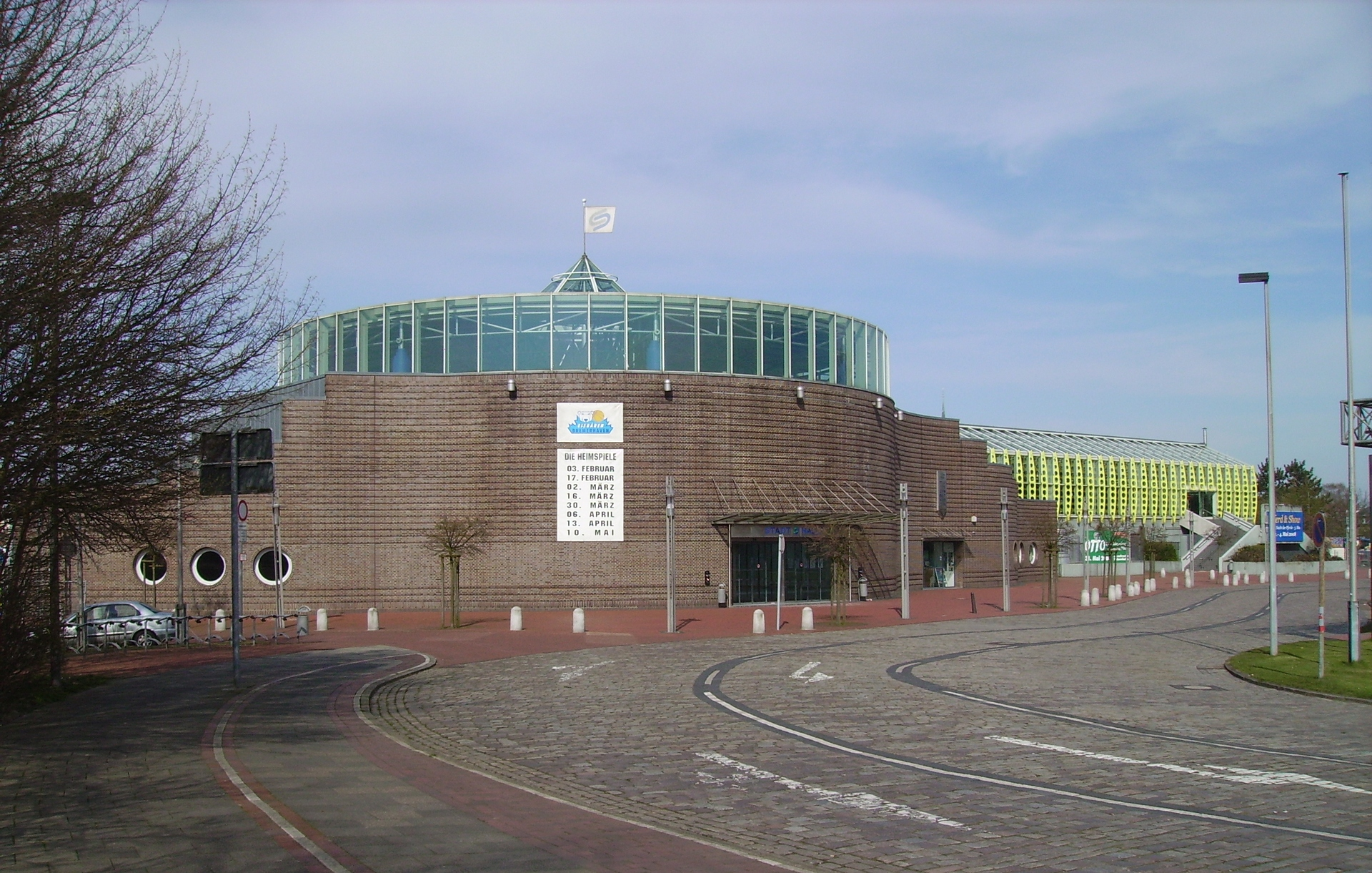
ブレーマーハーフェン市立ホール

- ブレーマーハーフェン＝レーエ水道塔（ハーフェン通り）
- パウルス教会、1905年建造、ハーフェン通り
- ヘルツ＝イェズ教会（ブレーマーハーフェン＝レーエ）
- レーエ旧市庁舎
- シュペッケンビュッテル公園門
- ブレーマーハーフェン市立ホール
- アイスアリーナ・ブレーマーハーフェン
- ブレーマーハーフェン中央モスク（1975年）

- レーエの水道塔
- ハーフェン通りのパウルス教会
- レーエのヘルツ＝イェズ教会
- レーエ旧市庁舎
- シュペッケンビュッテル公園門

#### ゲーステミュンデ / ヴルスドルフ
- ヴルスドルフ住居・水道塔

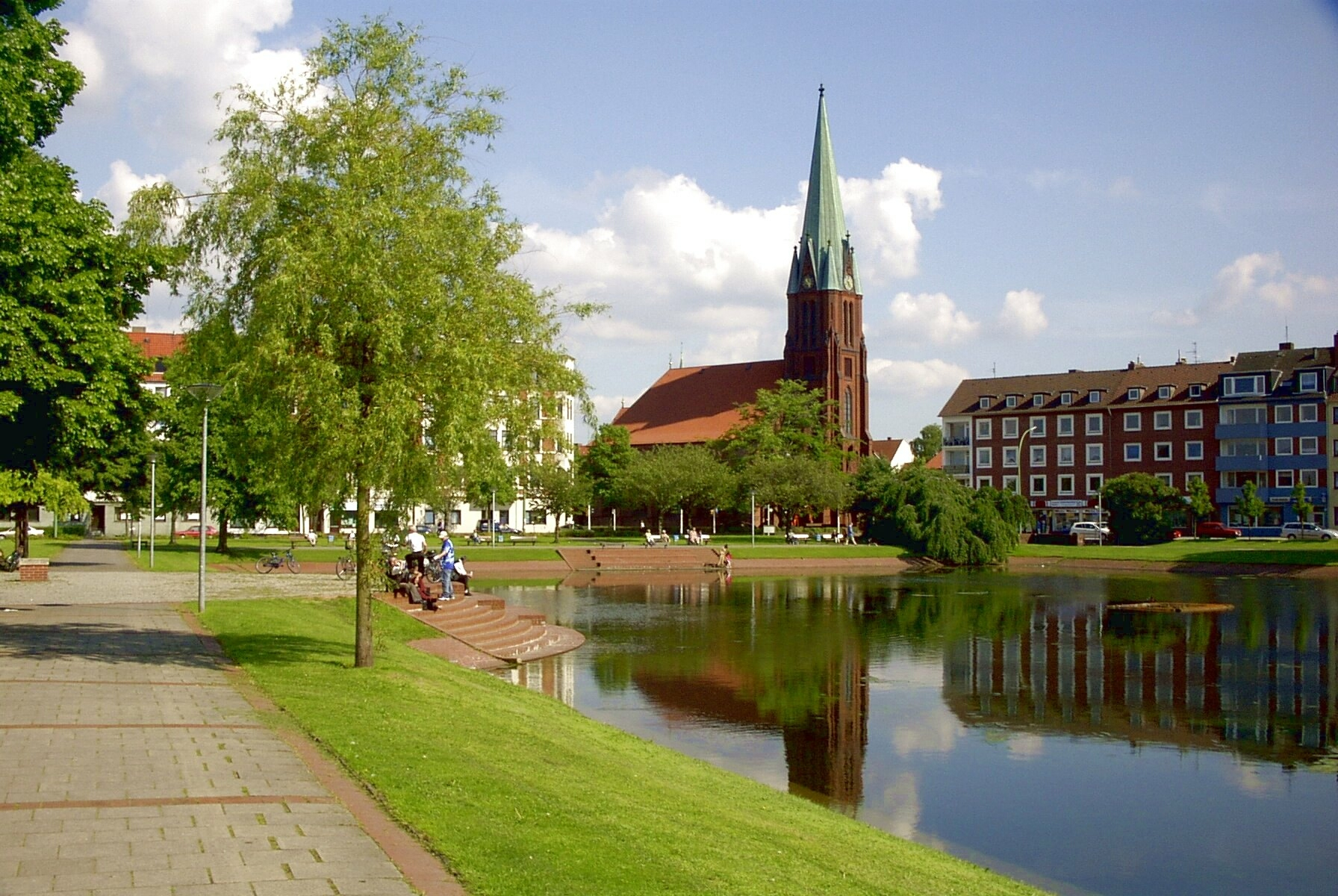
ゲーステミュンデのクリストゥス教会

- シャウフェンスター・フィッシェライハーフェン（水族館と漁業博物館）
- ゲーステミュンデ中央運河に架かるドレー橋
- クリストゥス教会、1875年/80年、旧ホルツハーフェン
- ヘルツ＝イェズ教会（ブレーマーハーフェン＝ゲーステミュンデ）
- ノイマルクト（コンラート＝アデナウアー広場）大きな週の市が開催される

- ヴルスドルフ住居・水道塔

### 文化史の小径
- ブレーマーハーフェン旧市街周遊路

### 演劇

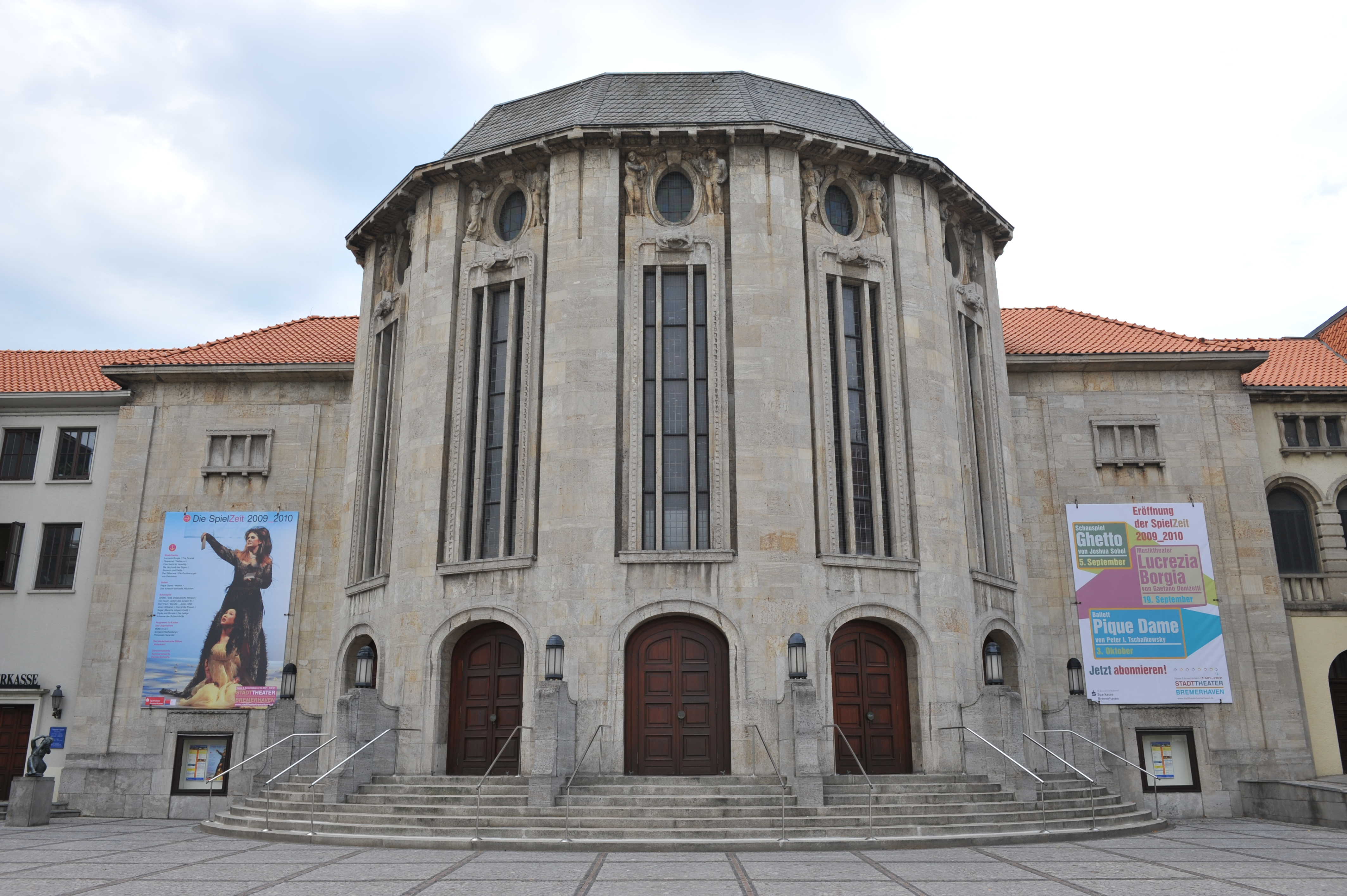
ブレーマーハーフェン市立劇場

- ブレーマーハーフェン市立劇場は、オスカル・カウフマンの設計に基づき、1910年から1911年に建設された。
- クライネス・ハウスは1955年からグローセス・ハウス前の劇場付属建造物内にある。
- アム・アハウフェンスター 6番地のイム・フィッシェライハーフェン劇場は、1996年から建っている。
- 人形劇場工房パックハレ V は1998年からフィッシェライハーフェン市区にある。
- ガルテン通り 5/7番地（ミッテ市区）のプフェルデシュタルは、かつての運輸業者の厩舎にあり、芸術および実用サークルの演劇、音楽、文学イベントの会場である。
- ピッコロ・テアトロ - ハーフェンテアターは、2011年からビュルガーマイスター＝シュミット通りにある。この劇場はロベルト・ヴィドマーによって設立された、ブレーマーハーフェン唯一の小劇場である。

- フィッシェライハーフェン劇場

### 博物館、コレクション、動物園

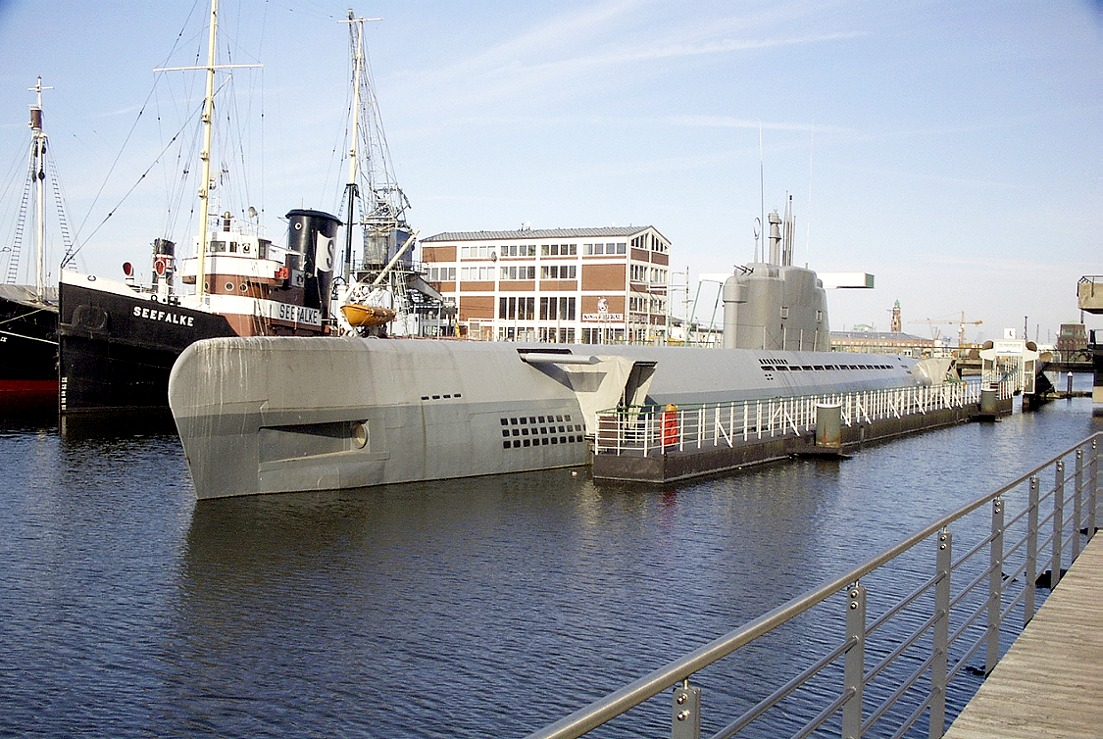
博物館船 U-ボート「ヴィルヘルム・バウアー」

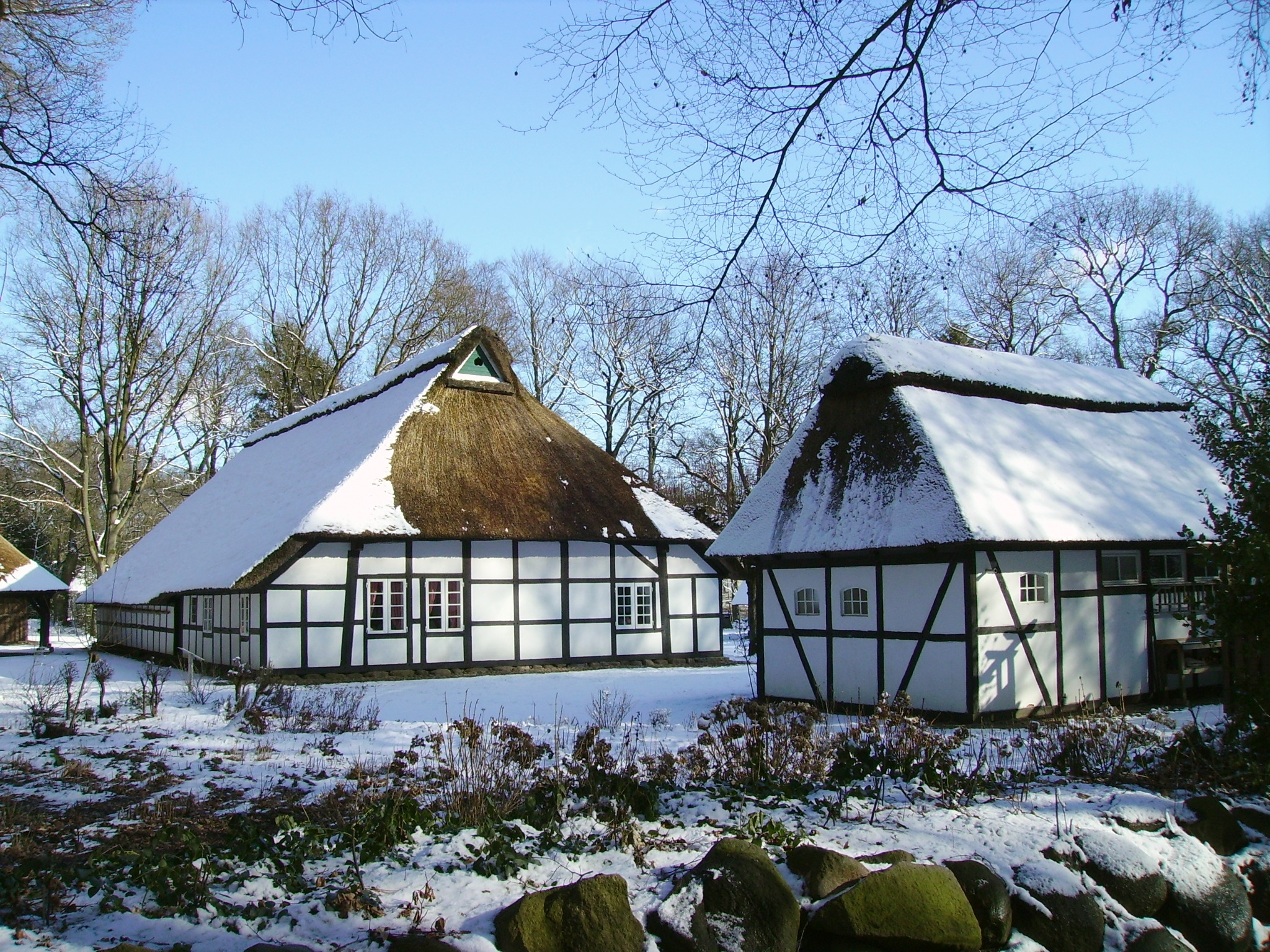
民俗野外博物館シュペッケンビュッテルのゲーストホーフアンラーゲ

- フィッシェライハーフェンのアトランティクム、2013年に閉館した。
- ノイアー・ハーフェンのドイツ移民ハウス[42]
- ブレーマーハーフェン歴史博物館のドイツ移民データバンク (DAD)[43]
- アルター・ハーフェンのドイツ船舶博物館（ドイツ語版、英語版）[44]
- ゲーステのブレーマーハーフェン歴史博物館（モルゲンシュテルン博物館）[45]
- アルター・ハーフェンのブレーマーハーフェン気象ハウス[46]
- シュタットハウス6番地の犯罪博物館（警察博物館）[47]
- ブレーマーハーフェン芸術協会のブレーマーハーフェン芸術ホールとテオドール＝ホイス広場の新しい美術館[48]
- 50年代博物館（ブレーマーハーフェン）[49]
- ゲーラ（船、1961年建造）[50]
- 博物館・レストラン船「リーネ・ヒンシュ」
- 北海科学センター、フェノメンタ[51]、シュテルンフロインデ[52]（天文愛好会）、ゲーステミュンデ＝ジュートのヘーベル通り 24番地
- 北海博物館（2000年に閉館、新しい建物で再開を計画中）
- 学校歴史コレクション「フィヒテシューレ」、ゲーステミュンデ南、ハイトアッカー 13番地[53]
- ヴィルヘルム・バウアー（潜水艦、1945年建造）[54]
- 補給・交通博物館、レーエ、ハンザ通り 17番地
- 民俗野外博物館シュペッケンビュッテル[55]
- アム・メーア動物園[56]

- ドイツ船舶博物館
- ブレーマーハーフェン歴史博物館
- ブレーマーハーフェン美術館
- ゲーラ
- リーネ・ヒンシュ
- アム・メーア動物園

### 公園・緑地
- 市民公園[57]

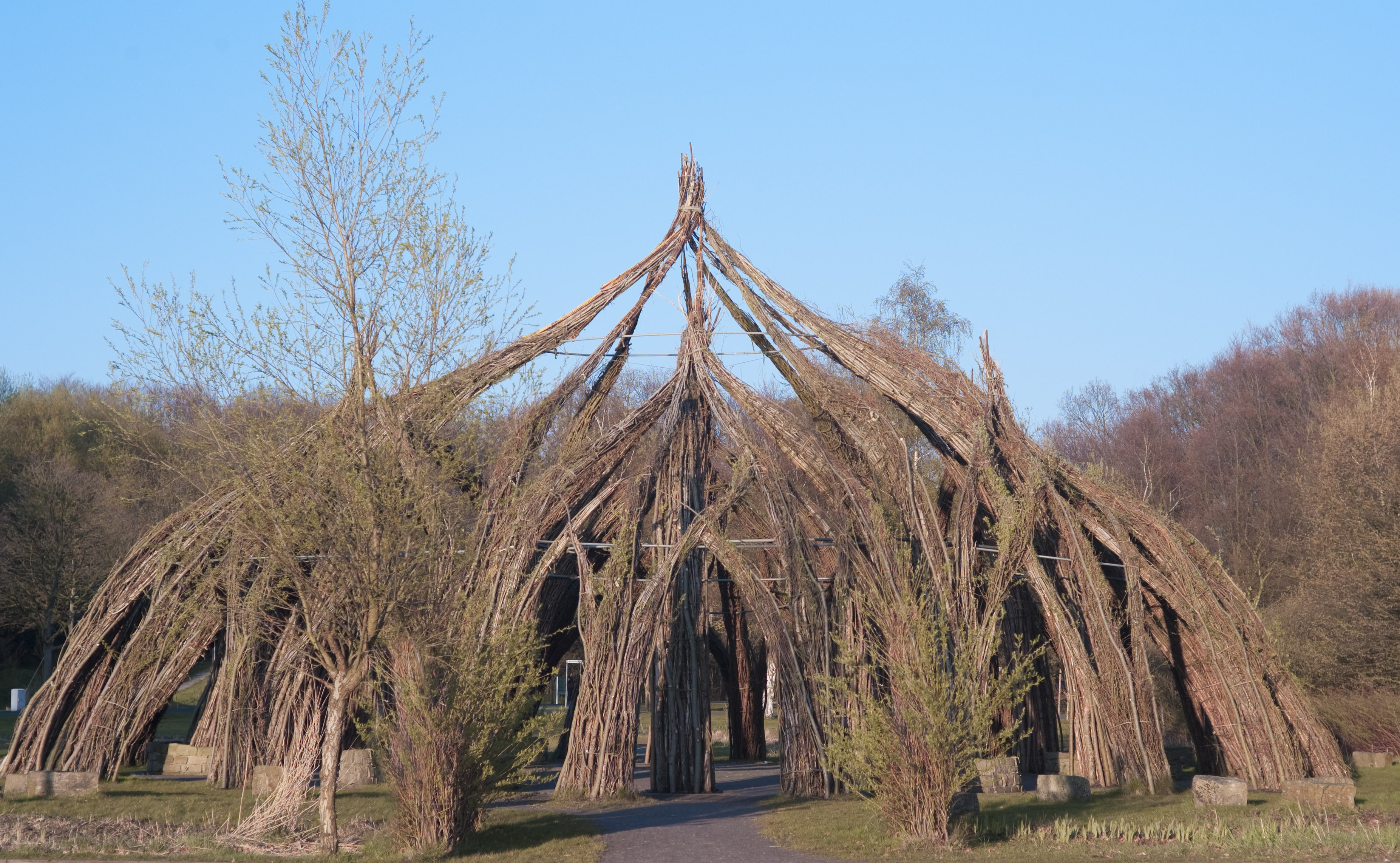
シュペッケンビュッテル公園のヴァイデン・シュロス

- シュペッケンビュッテル公園（シュペッケンビュッテル公園門、マルシェンハウス、ゲーストバウエルンハウス、ボート池とボートハウス、ヴァイデン・シュロス[58]）
- ヴェーザー水浴場があるヴェーザー堤防
- ティーレス公園（古木の木立、エキゾチックな植物、彫像がある公園）[59]
- ワッデン海（UNESCO世界遺産）

### 年中行事

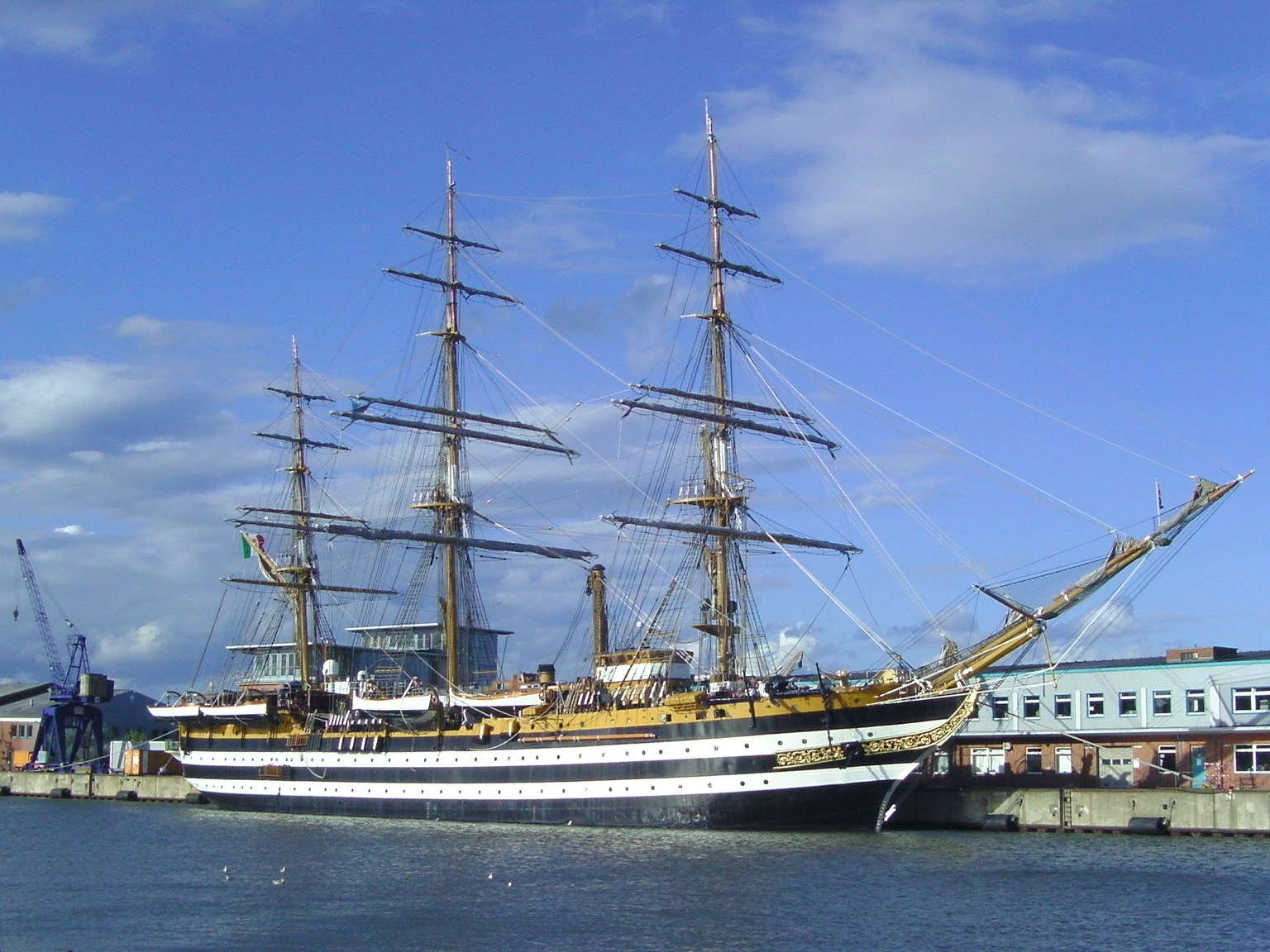
2010年のディー・ザイルに参加した「アメリゴ・ヴェスプッチ号」

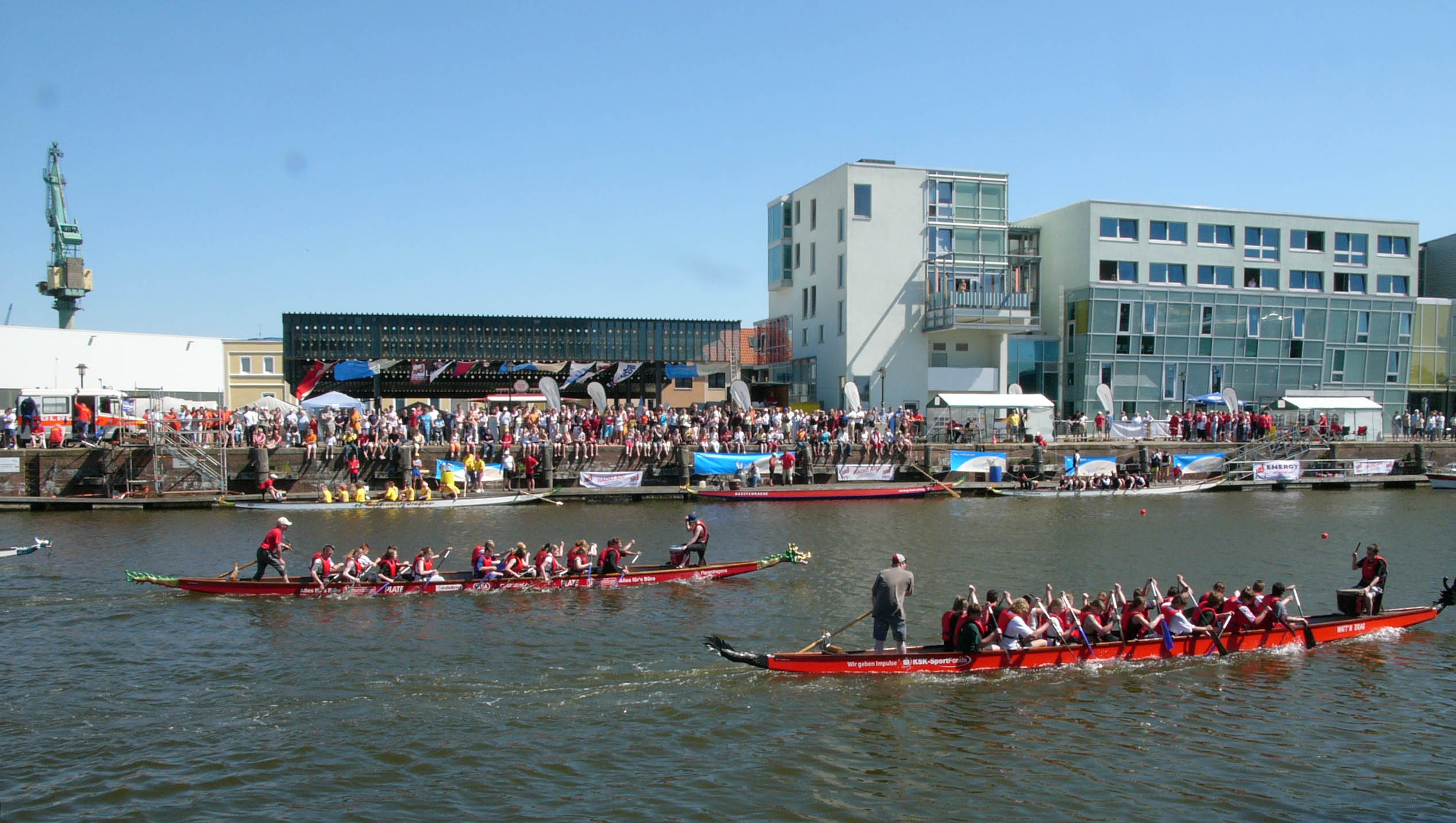
フィッシェライハーフェンのドラゴンボートレース

- ディー・ザイル、ヨーロッパ最大のウィンドジャマーの祝祭、5年に1度開催される[60]。
- 5月: 春のマーケット、長い文化の夜、Jeanette Schocken賞の授与式があるJeanette Schocken文学会議
- 5月: ブレーマーハーフェナー・ゼーマイレ - 「街と海のレース」（市民レース）
- 6月: ブレーマーハーフェン＝マラソン
- 6月: フィッシェライハーフェン＝レース、ドラゴンボートレース、「ゲーステの週末」
- 7月: ブレーマーハーフェナー・フェストヴォーヒェ、シティー・マラソン・ブレーマーハーフェン
- 8月: ブレーマーハーフェンのフリーマーケット、港の映画祭、ディー・ザイル（5年ごと）
- 9月: ヴェーザー・インライン・ツアー、ユナイテッド・ウィ・スタンド・フェスティバル（旧ブント・シュタット・ブラウン）
- 12月: クリスマスマーケット

### 名物料理、食材
- 北海の魚料理
- ノルトゼーガルネーレ（「グラナート」）、ヨーロッパエビジャコ
- グリュンコーレッセン（ケール料理）
- ラプスカウスとスキッパーラプスコフス（ジャガイモ、牛肉、ビーツで作る料理）

### 音楽
- ブレーマーハーフェン市管弦楽団
- ロック・ツィクルス・ブレーマーハーフェン[61]
- ビッグ・バンド・ブレーマーハーフェン
- ブラスオーケストラ・ブレーマーハーフェン
- ブラスオーケストラ・レーエ（旧レッシングシューレのブラスオーケストラ）
- ブラスオーケストラ・ヴルスドルフ
- Glad(E)makers（旧プレイヤーズ & プリーチャーズ）
- ロック・センター・ブレーマーハーフェン
- 市立劇場児童合唱団
- 子供音楽学校ブレーマーハーフェン
- オリジナル・マリーンコーラス「ブラウエ・ユングス・アウス・ブレーマーハーフェン」

## 経済
2016年にブレーマーハーフェンは、39兆4800万ユーロの市内総生産をもたらした。同じ年の1人あたりの総生産は 34,771ユーロ（ブレーメン州では 47,482ユーロ、ドイツ全体では 38,180ユーロ）であった。労働人口1人あたりの総生産は 57,831ユーロであった。2018年の市内の就労者数は約 53,093人であった。2019年6月現在の失業率は 12.0 %（ブレーメン市の失業率は 9.6 %）であった。

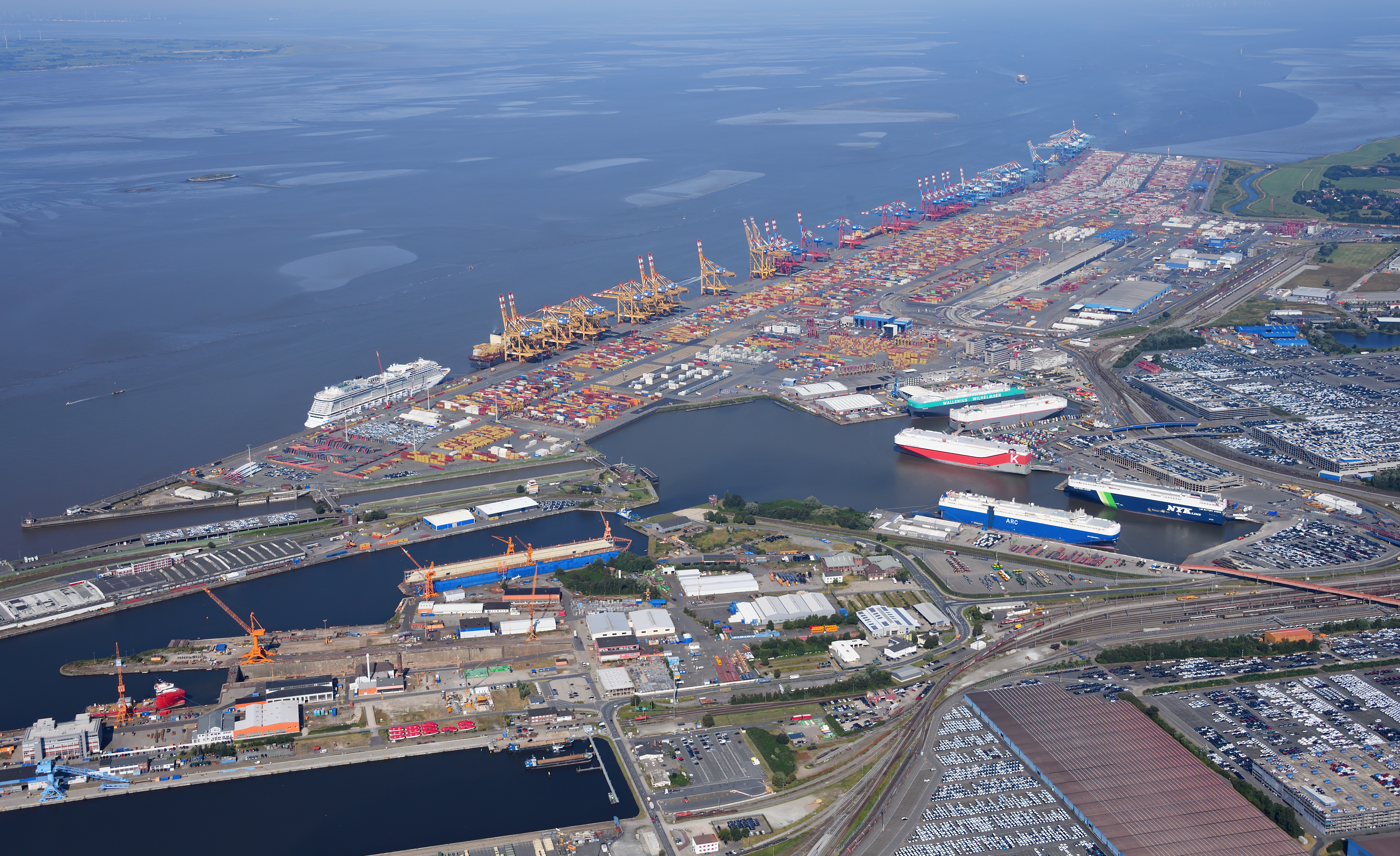
ガントリークレーンが並ぶブレーマーハーフェンのコンテナターミナル

ブレーマーハーフェンの成立以来、経済は港と極めて密接に結びついていた。1895年には、28隻の船舶からなるゲーステミュンデの遠洋航海船団が形成されていた。ゲーステミュンデは1891年から1896年に潮に左右される水門を持たない港フィッシェライハーフェン I（直訳: 漁港 I）を建設し、1914年までに93隻の漁船を持つまでに拡大した。1930年代には、215隻の船、21社の遠洋漁業船会社に7,000人の従業員を擁する一時的な最盛期を迎えた。ここは1960年までヨーロッパ最大の漁港であった。アイスランドやノルウェーの漁場が200海里に拡大されたことにより、1984年までに最も重要な漁場と遠洋漁業 2,000人以上、水産加工業約 4,000人分の職場が失われた。現在、ブレーマーハーフェンには3隻だけ漁船がある。
現在に至るまで港湾業務と関係した経済分野がこの街の経済構造を形成している。コンテナターミナル、造船所や自動車の積み出し、水産加工業（たとえば、ドイチェ・ゼー、フロスタ、ノルトゼー＝レストランチェーン、フローズン・フィッシュ・インターナショナルほか）などがこれにあたる。
ブレーマーハーフェンの商工業による主な価値創造は海上輸送貨物の積み替え業によってもたらされる。製造加工業に関わっている部分はわずかである。サービス業での積み替え業務は確実にその価値割合を高めている。一方で、工業加工業は背後地がほぼ独占的に請け負っている。
海上貨物の積み替え量は、1955年が130万トン、1975年が820万トン、2006年が4900万トン、2011年には6700万トン以上と増加した。2018年の積み替え量は 5116万トンであった。
2019年未来アトラスでブレーマーハーフェンは、401の郡、市町村連合、郡独立市のうち383位で「リスクが高い」街に位置づけられている。本市は、ドイツで最も貧しい大都市の1つである。

### 自動車積み替え

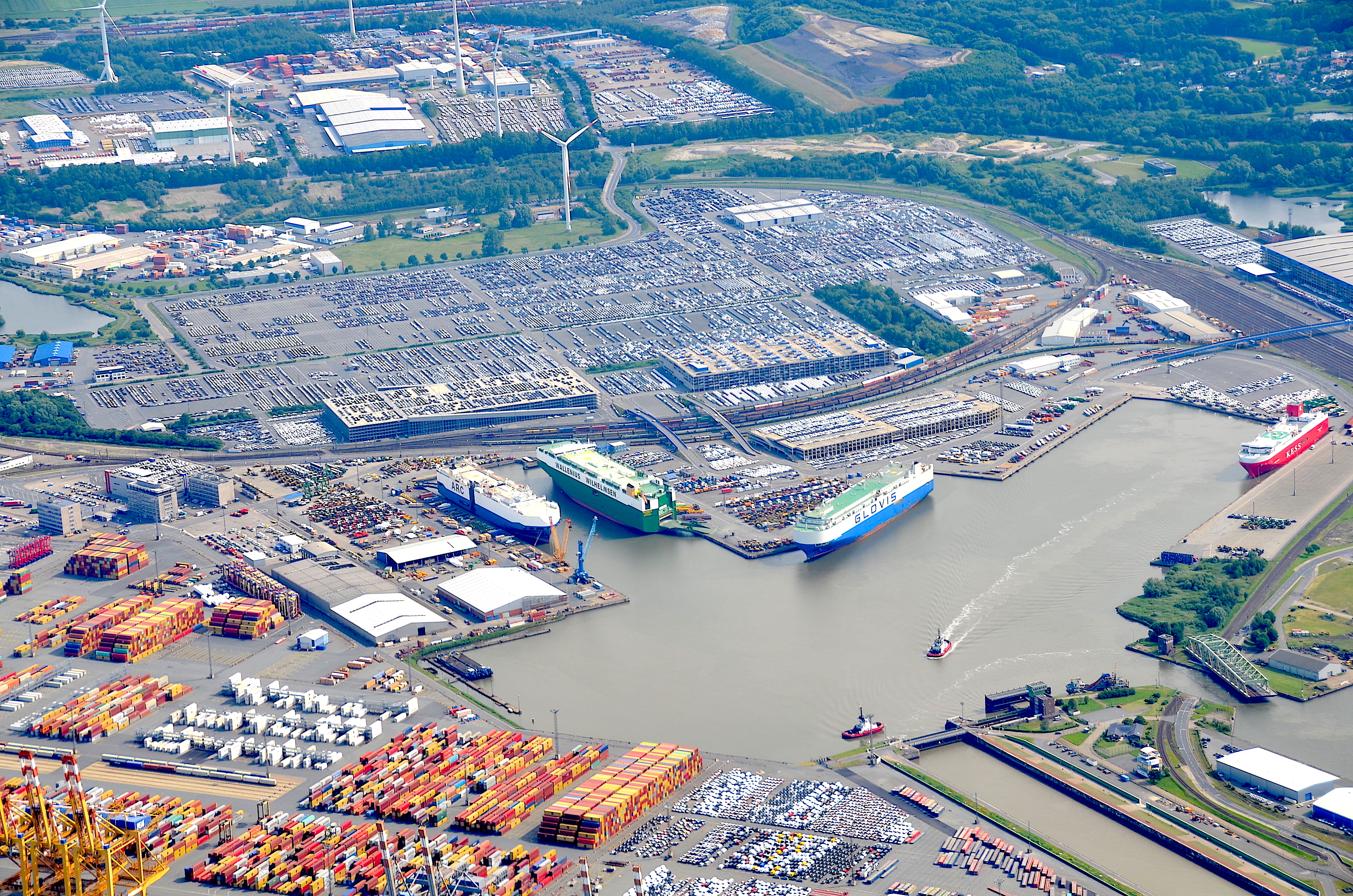
ブレーマーハーフェンの自動車積み出し港

1877年創立のブレーマー・ラーガーハウス＝ゲゼルシャフト AG から設立されたLGロジスティクス・グループは、現在 6,000人の雇用者を擁するヨーロッパにおける自動車輸送のリーダー企業である。BLGの自動車ターミナルは、総面積 300万 m2、12万台の自動車を置くことが可能である。自動車の総額は、すべて活用した場合には約36兆ユーロに達する。2011年に200万台を超える自動車を積み込み/積み降ろししたことで、ブレーマーハーフェンはヨーロッパの自動車積み替え港の主導的立場に立った。ドイツ市場向けの輸入車の多くはブレーマーハーフェン経由でドイツに入る。2014年には230万台の自動車が積み替えられた。
自動車のほかに約100万トンの大型貨物、小型貨物、200トンまでの重量物がRO-RO船で積み替えられる。大型貨物としては、建設機械（パワーショベル、キャタピラ車、自走式クレーンなど）、農業機械（トラクター、コンバイン、その他の収穫用機械）、トラック、牽引自動車、その他の機関車などが挙げられる。アメリカのアムトラック用ICE-試験車両や中国に送られるトランスラピッドはブレーマーハーフェン経由で船積みされた。

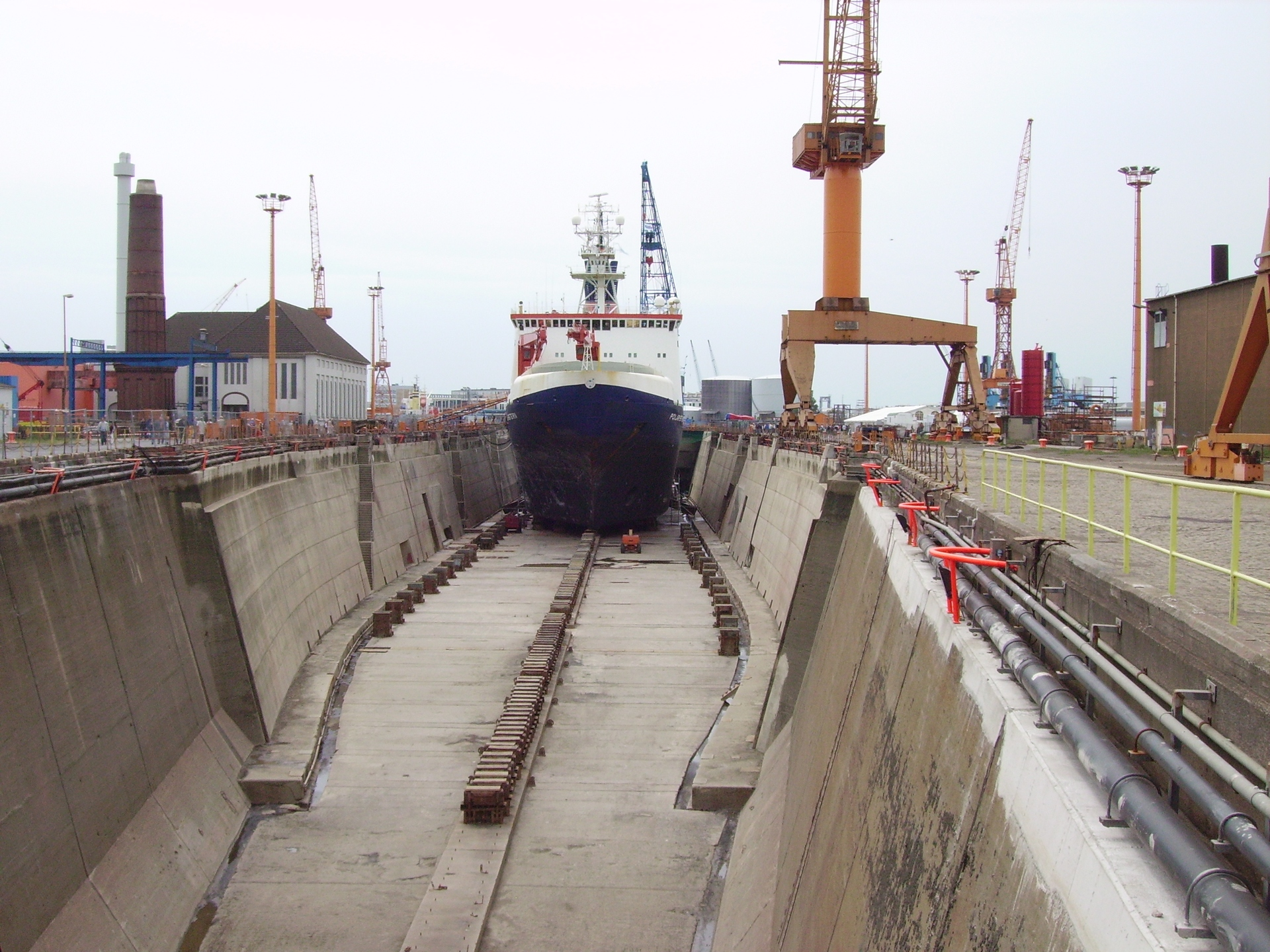
ロイド・ヴェルフトのポーラーシュテルン・ドック

### 造船所
テックレンボルク、リックマース、SSW、ジークホルトといったブレーマーハーフェンの伝統豊かな造船業者が世界的な造船不況により閉鎖した。存続した企業も、仕事量が少ないため、従業員を大幅に減らさなければならなかった。それにもかかわらず、ロイド・ヴェルフトおよびペトラム＝グループに属す修理ドック「ジャーマン・ドライ・ドックス」（モートーレンヴェルケ・ブレーマーハーフェンとリックマース＝ロイドのドック部門との合併によって成立した）やブレードなどによりブレーマーハーフェンは重要な造船都市の地位を保持した。新造船の減少による価値創造の低迷は修理事業におけるドックの部品供給業者にまで及んだ。2019年7月に、ペトラムはブレーマーハーフェンにおける造船事業（ブレードとジャーマン・ドライ・ドックス）をハインリヒ・レナー・グループに売却した。

### 風力エネルギー

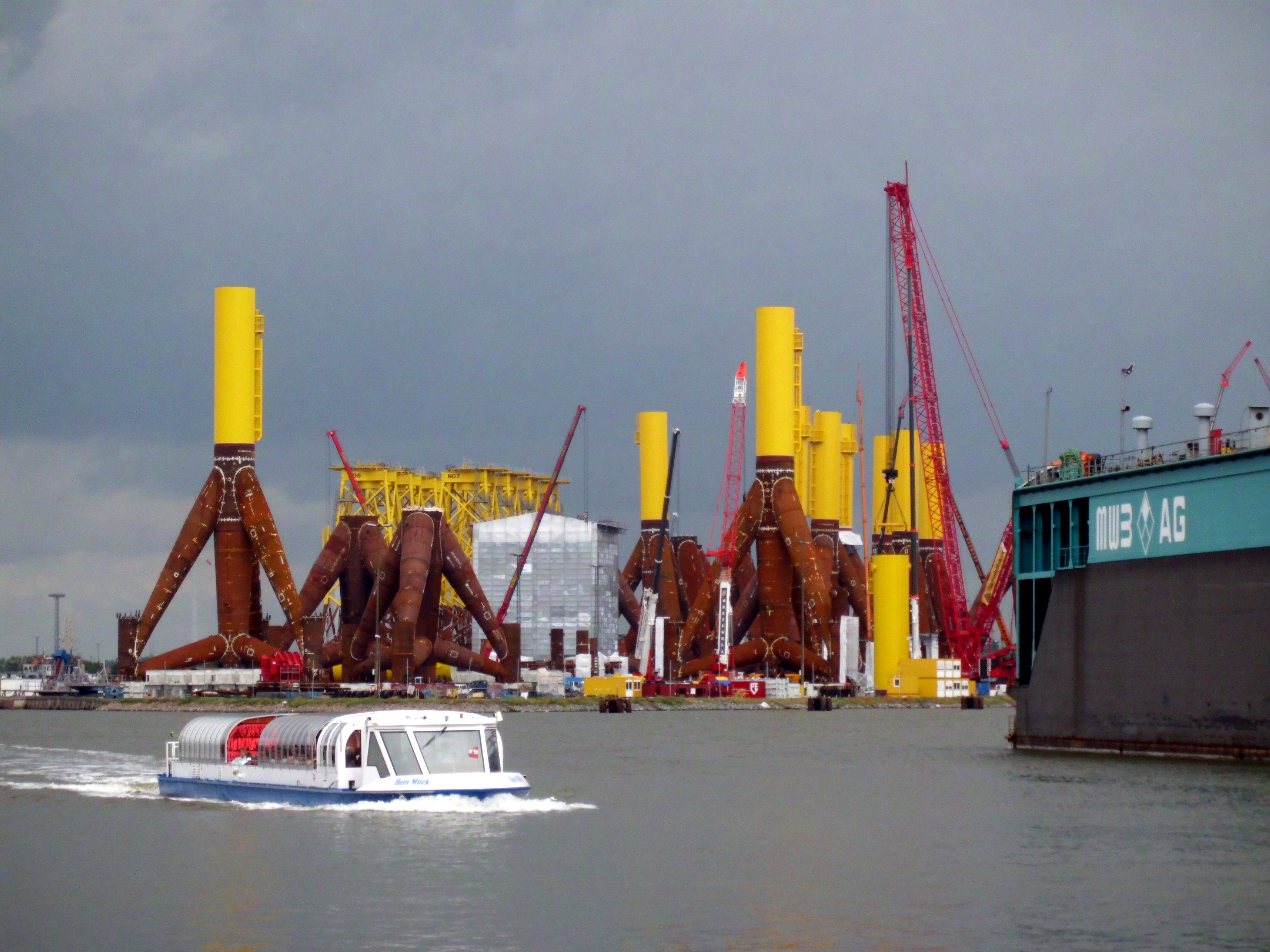
ABC-ハルプインゼル

ブレーマーハーフェンは、ドイツにおけるオフショア風力エネルギー産業にとって重要な都市の1つである。機械製造業の一部は、2010年代後半に海浜地方（オフショア）に設置する大型風力発電機の生産で成長した。市の南に、アレヴァ・ヴィント GmbH（Adwen の子会社、旧マルチブリッド）、ゼンヴィオン、パワー・ブレーズ GmbH、ヴェーザーヴィント GmbHなどのメーカーが立地する北海のオフショア風力発電施設建設のための工業地区がある。ヴェーザー川沿いでは、ゲーステ川の合流点の上流にオフショア＝ターミナル (OTB) 建設のための風力発電機積み替え港建設が計画されている。総費用2億ユーロのこのプロジェクトに対しては、オフショアの運用が非常に不安定であるという批判がなされている。オフショア施設のための風力発電機の積み替えに、いわゆる ABC-ハルプインゼル (BLG) やコンテナ＝ターミナル I （ユーロゲート）が利用されるようになって以後、現在（2015年中頃）ではこうした運用は必要とされていない。別のオフショア＝ウィンドパークの建設での再利用が期待されている。

### 食品産業
ブレーマーハーフェンは現在でも最も重要な漁港である。この街には「フィッシュタウン」、その住民には「フィッシュケッペ」というあだ名がつけられている。アイスホッケークラブ REV ブレーマーハーフェンは「フィッシュタウン・ペンギンズ」と名乗っている。
港湾積み替え業務から生じたのが食品加工業、特に魚の加工と冷凍食品である。現在、バナナをはじめとする熱帯の果実の積み替えおよび熟成、貯蔵も港湾地区内で行われている。かつては新鮮な魚、後には専ら海や道路を運ばれて供給された冷凍魚の漁港での積み替えに代わって、現在のブレーマーハーフェンでは食品産業の高度に工業化された部門が製造を行っている（魚、野菜、インスタント食品）。この産業への要求は、生鮮食料品（魚）から調理済み食品（ピザ）、さらに保存料なしの冷凍食品への消費習慣の変遷に伴って変化している。

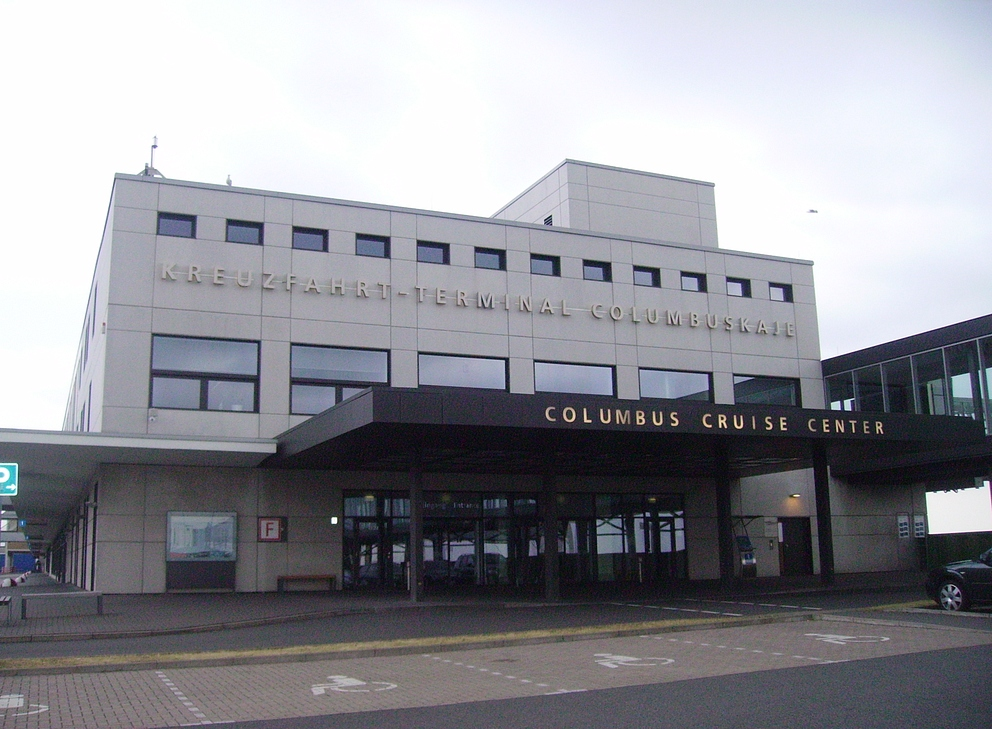
コロンブス・クルーズ・センター

### 観光業

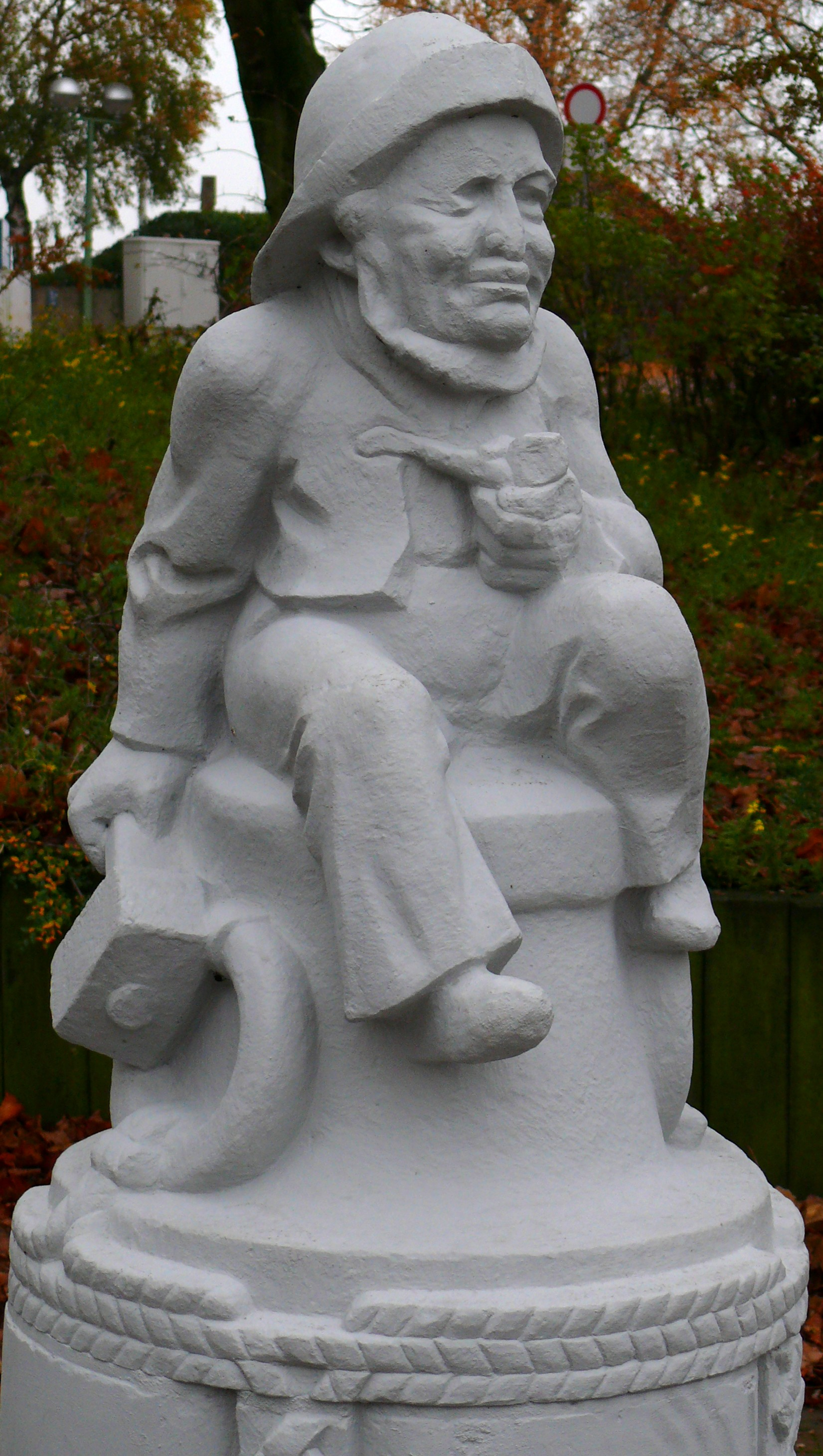
ドイツ船舶博物館近くのレストラン前にあるクラバウターマンの像

20世紀末頃から観光業が新たな骨格として確立されつつあるが、これは「港の雰囲気」と海洋関係の博物館によるものである。かつて「灰色のネズミ」と呼ばれたブレーマーハーフェンは、魅力的な博物館と上質な飲食業で鮮やかな色彩を獲得している。特に、ドイツ移民ハウス（2005年開館、2007年ヨーロピアン・ミュージアム・オブ・ザ・イヤーを受賞し、2012年に拡張された）、東経 8°気象ハウス・ブレーマーハーフェン（2009年開館）と周遊ツアーのある港は、旅行の魅力となっている。
2014年には 63のツアーに7万人を超える利用客があった北海やバルト海クルージングの起点・終点として、近代的で高性能のターミナルを持つブレーマーハーフェンは重要な都市である。現在のコロンブス・クルーズ・センター・ブレーマーハーフェン (CCCB) は、歴史上コロンブス護岸堤防として、ヨーロッパ大陸からの重要な移民の港として知られており、1970年代まで北海を（イギリスへ）渡る、あるいは大西洋を渡る旅客船の港としてドイツの重要な港の1つであった。
ブレーマーハーフェンは、2010年から「クラバウターマン」の伝説（船の損傷や沈没を予言する船の精）によってドイツ・メルヘン街道の終点となった。

### 雇用状況
港湾業、水産業および造船業の構造改革や、アメリカ兵の撤収に伴う購買力の低下によって、1990年代末までブレーマーハーフェンの失業率は西部ドイツの記録レベルにまで増加した。1998年には歴史上最悪の失業率 22.3 % を記録した。コンテナや自動車の積み替え業務が改善し、観光業やオフショア風力発電分野で新たな雇用が生まれたことで、千年紀の変わり目頃からブレーマーハーフェンはゆっくりと立ち直っていった。2019年6月のブレーマーハーフェン市の失業率は、12.0 % であった。ニーダーザクセンに属す周辺地域の一部を含むブレーメン＝ブレーマーハーフェン管区における同時期の失業率は、9.0 % であった。

### メディア
ブレーマーハーフェンでは、日刊紙として「ノルトゼー＝ツァイトゥング」が独占的地位を占めている。エルベ＝ヴェーザー＝ドライエックで購読されているほとんどの地方日刊紙が、ノルトゼー＝ツァイトゥングの出版社で地域を超えて制作されている（ノルトゼー編集共同体）。「クックスハーフェナー・ナハリヒテン」、オッテルンドルフの「ニーダーエルベ＝ツァイトゥング」、ツェーフェンの「ツェーフェナー・ツァイトゥング」がこれに含まれる。ラジオ・ブレーメンは、コロンブス＝センターに外部スタジオを有している。このほかにテレビ・ラジオプログラムとして「ビュルガールントフンク・ブレーマーハーフェン」がある。
ラジオ・ブレーメンの放送は、ブレーマーハーフェンの市外にあるテレコム送信所シフドルフから発信されている。市内の NDR-プログラムもすべてここから発信されている。このほか市内に、ラジオ ffn、ヒットラジオ・アンテネ、エネルギー・ブレーメンなどを発信する送信所がある。テレビプログラムは、もっぱら DVB-T方式で送信される（シフドルフでも同様である）。

### 交通

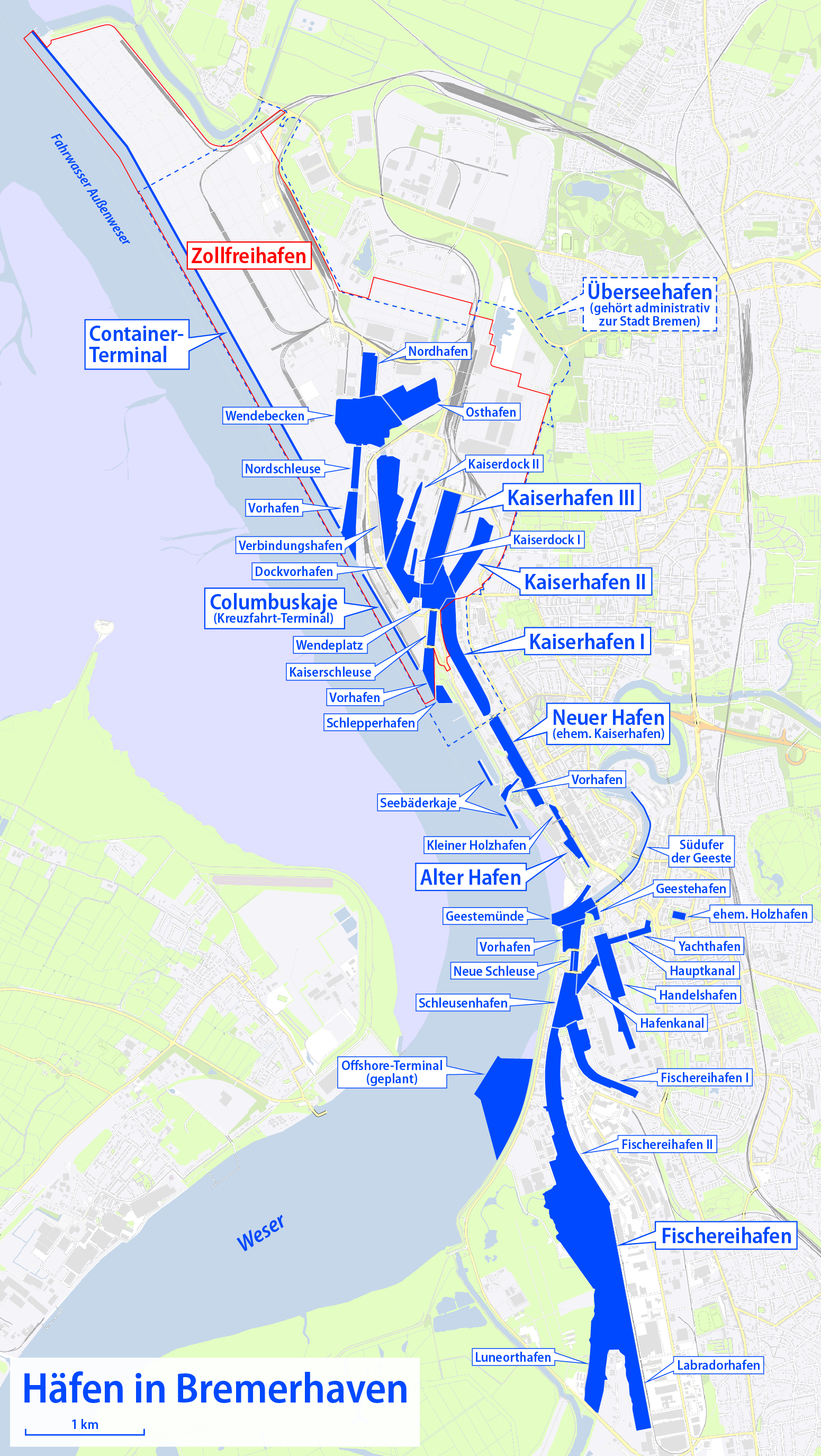
ブレーマーハーフェン港湾地図

#### 港
世界最長の護岸堤防（岸壁長 4680 m、停泊地数 14）を持つコンテナターミナル、潮の干満に左右されない自動車輸出入用の港、旅客用のコロンブス岸壁がシュタットブレーミシェス・ユーバーゼーハーフェンゲビートに属し、ブレーメンポルツによって運営されている。この会社は倉庫、岸壁、仕分け場、道路や鉄道といった交通施設を含む港湾施設を管理している。水先案内は、ハーフェンロッツェンゲゼルシャフト・ブレーマーハーフェンの職務である。
ユーバーゼーハーフェンゲビートは、コントロールタイプ I（自由港）の自由地区であり、EU課税地域内の関税上の特別地区となっている。ここは、境界のフェンスと税関のゲートによって護られており、ここで人や物のチェックが行われる。自由地区を出ようとする人物や通過する人物は、公的な証明書が必要である。あらゆる種類の品物は、自由地区を出る際に関税納付の届出をしなければならず、必要な場合には支払い義務が生じる。証明書はないが明らかに元々EU内にあったことが証明できる荷物を持って自由地区を通過したいと思う場合、自由地区に入る際に自ら税関に行き、荷物を申請しなければならない。
ノイアー・ハーフェン、博物館船があるアルター・ハーフェン、ゼーベーダー岸壁、コンテナターミナルの最も新しい部分である CT IV、ゲーステ川の南に位置するフィッシェライハーフェンがブレーマーハーフェンの市域に属し、残りのゲーステ川の北側大部分は1938年からブレーメンの市域にあたる。

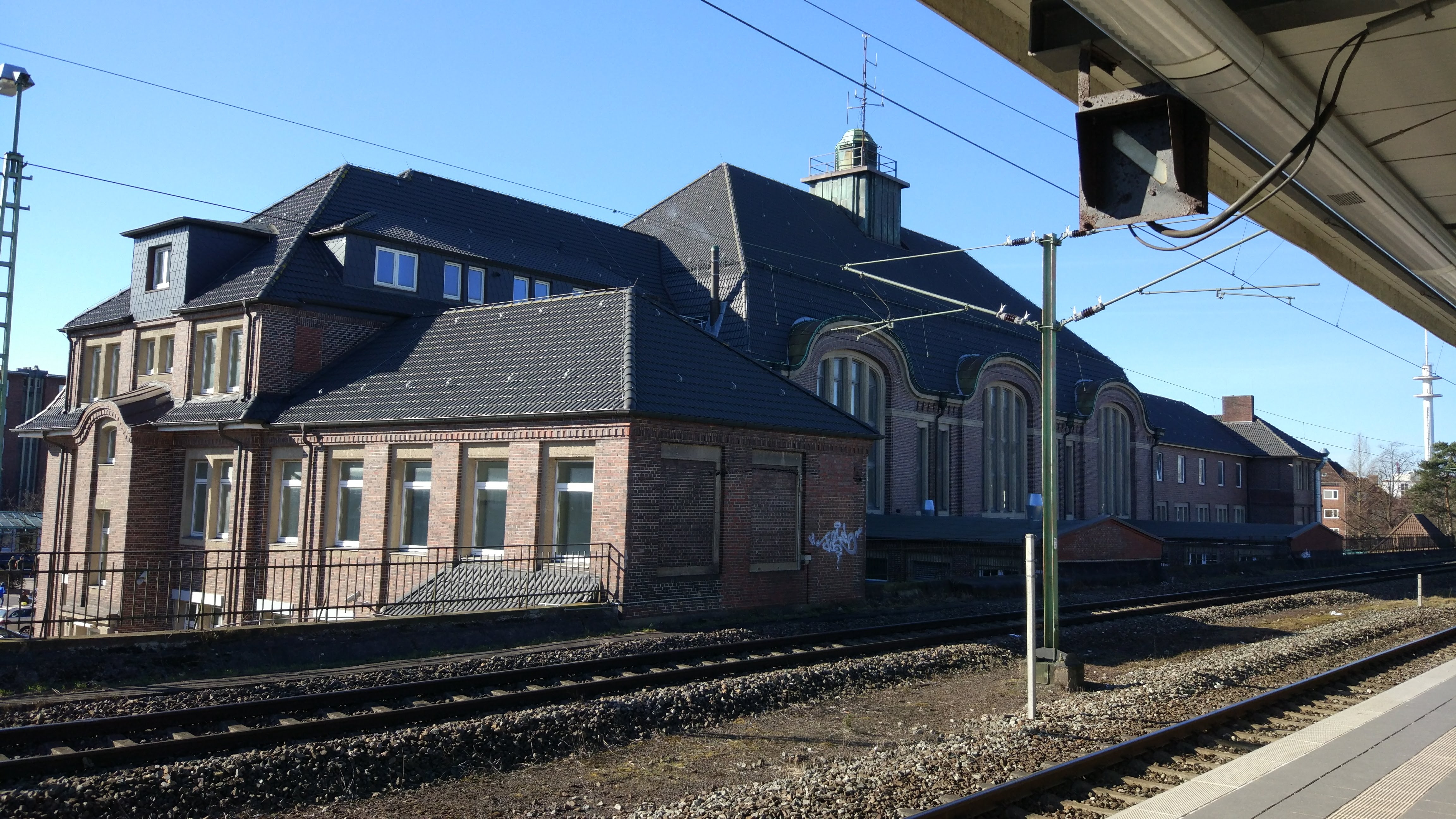
ブレーマーハーフェン中央駅

#### 鉄道
ブレーマーハーフェンにおける鉄道の歴史は、王立ハノーファー邦有鉄道（1866年からはプロイセン邦有鉄道の一部）がハノーファー王国の貨物運搬用にブレーメン - ブレーマーハーフェン間に複線の鉄道を開業させた1862年に始まる。現在は、積み替えられたコンテナ貨物や自動車の鉄道による輸送は港湾交通の基盤となっている。同様の貨物輸送をアウトバーン網を利用して道路交通で行うことはほぼ不可能である。港湾地区の広範な鉄道網は州の所有であり、ドイツ鉄道 AG によって運営されている。
ブレーマーハーフェン中央駅は、ブレーメンからクックスハーフェンへの路線に面している。この駅はさらに（ブレーマーフェルデ経由で）ブクステフーデへ行くニーダーエルベ鉄道の出発点である。2007年12月からこの路線上をハンブルク S-バーンがシュターデまで運行している。さらにブレーマーハーフェン中央駅からコロンブス駅/コロンブスクルーズセンターへの不定期列車（臨時列車、特別列車、貨物列車）やベーダーケーザ行きの保存鉄道が運行している。

##### 広域交通
ブレーマーハーフェンは2001年までドイツ鉄道の広域旅客列車網（ミュンヘンおよびフランクフルト・アム・マイン行きの ICE、ザールブリュッケンおよびルクセンブルク行きの IR）に接続していた。広域鉄道路線の復活は計画されていない。

##### レギオナルエクスプレス
ブレーマーハーフェンは、ドイツ鉄道の2つのレギオナルエクスプレス (RE) 路線に接続しており、2時間ごとにオスナブリュックおよびハノーファーに結ばれている。両RE路線が重複するブレーマーハーフェン - ブレーメン間は、1時間ごとの運行となる。

レギオ-S-バーン・ブレーメン/ニーダーザクセン路線図

##### レギオナルバーン
ブレーマーハーフェンはさらに、ノルトヴェストバーンが運営するブレーメンSバーンとも結ばれている。レギオ-S-バーンの RS 2 の列車が1時間ごとにブレーマーハーフェンからブレーメンを経由してツヴィストリンゲンまで運行している。RS 2 はブレーマーハーフェン市内に3つの駅を持つ: ブレーマーハーフェン＝レーエ、ブレーマーハーフェン中央駅、ブレーマーハーフェン＝ヴルスドルフである。レギオ-S-バーンの開通に伴い、1988年に廃止されたブレーマーハーフェン＝シュペッケンビュッテル駅の再開が議論された。
また、クックスハーフェン行きとブクステフーデ行きの2つのレギオナルバーン路線がブレーマーフェルデを経由している。この鉄道は、EVB（エルベ＝ヴェーザー鉄道・交通会社）が気動車で運行している。

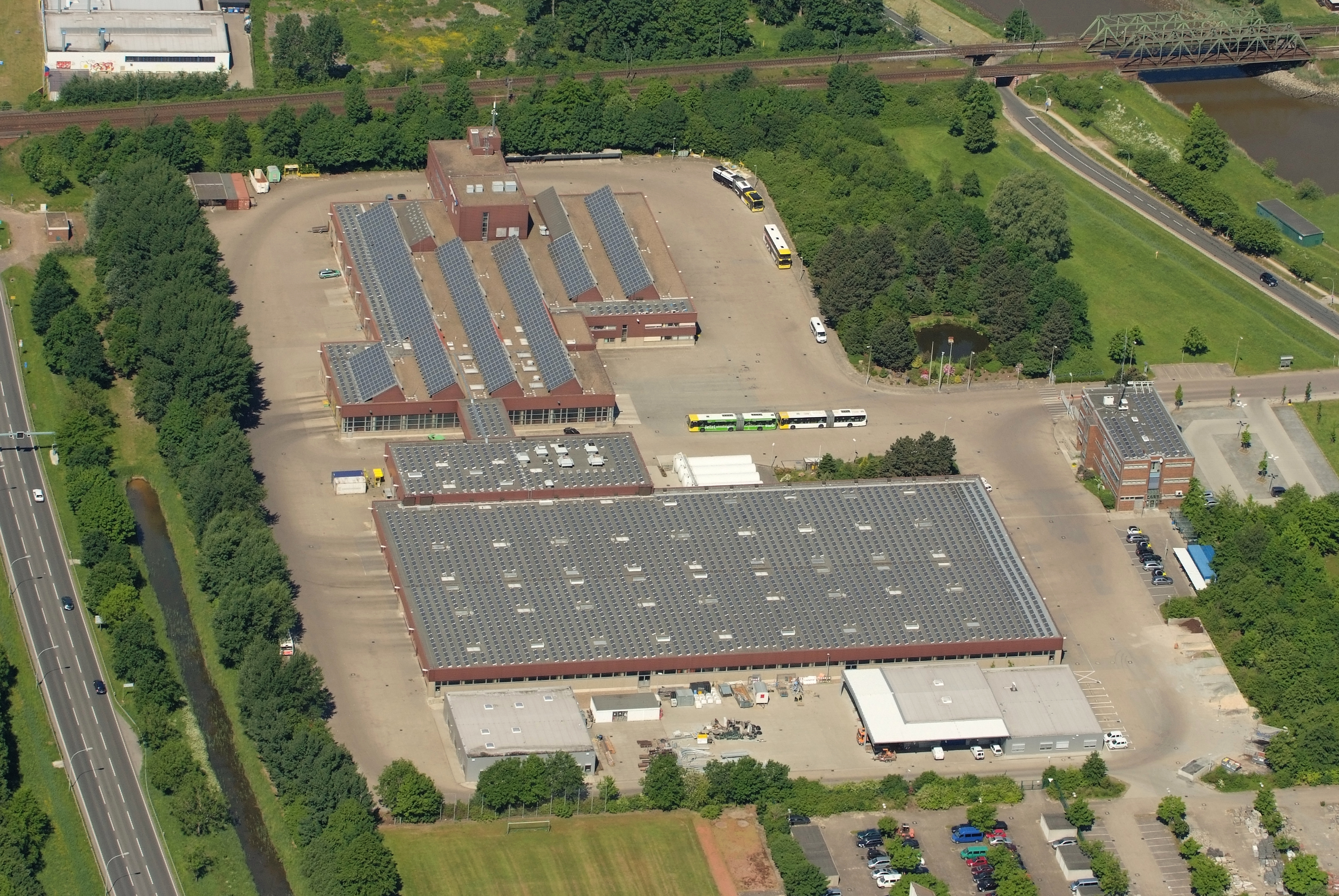
VGB/ブレーマーハーフェンバス本社

| 路線 | 行程 | 運営者               | 運行間隔  |
| ---- | --- | -------------------- | --------- |
| RE   | ブレーマーハーフェン＝レーエ – ブレーマーハーフェン – オスターホルツ＝シャルムベック – ブレーメン中央駅 – ディープホルツ – オスナブリュック中央駅        | DBレギオ・ノルト     | 2時間間隔 |
| RE   | ブレーマーハーフェン＝レーエ – ブレーマーハーフェン – オスターホルツ＝シャルムベック – ブレーメン中央駅 – フェルデン – ニーンブルク – ハノーファー中央駅 | DBレギオ・ノルト     | 2時間間隔 |
| EVB  | ブレーマーハーフェン – ドールム – クックスハーフェン | EVB                  | 1時間間隔 |
| EVB  | ブレーマーハーフェン – ブレーマーフェルデ – ブクステフーデ                                                                                               | EVB                  | 1時間間隔 |
| RS2  | ブレーマーハーフェン＝レーエ – ブレーマーハーフェン – オスターホルツ＝シャルムベック – ブレーメン – ツヴィストリンゲン                                   | ノルトヴェストバーン | 1時間間隔 |

#### バス交通
1947年12月からブレーマーハーフェンをトロリーバスが運行していた。初めは中央駅からシフドルフまでのライン (I) が開通した。1949年には2つめの路線としてライン (II) 中央駅 - レーエ・シュトレーゼマン通りが開通した。トロリーバス営業は、早くも1958年7月1日に廃止された。
1961年1月8日から、VGB（ブレーマーハーフェン交通会社 AG）の乗合バス営業所が、市境に面したランゲンで営業を始め、数年後の1965年12月13日に VGB の最初の連節バスが運行した。VGBの乗合バス営業所は、1980年6月1日に、ツア・ヘクセンブリュッケ通りの消防署の近くに移転した。
2019年2月現在ブレーマーハーフェンの公共近郊旅客交通 (ÖPNV) は、2001年からブレーマーハーフェンバスとして営業している VGB の18本のバス路線（12本が日中、2本が夜行バス、4本がオンデマンドバスシステム (ALT) である）が担っている。
ALT交通を含む VGB-バス路線の営業権は、2017年からブレーマーハーフェン供給・交通 GmbH (BVV) が有している。
ブレーメン周辺にはさらに、他の会社が運営する13本の地方バス路線が運行している。これらは、クックスハーフェン、バート・ベーダーケーザ、ヴィルヘルムスハーフェンやオルデンブルクへ運行している。
広域バス運営会社フリックスバスは、ブレーマーハーフェンからシュターデやハンブルクを経由してベルリンまで結んでいる。

#### 路面鉄道
最初は、民間のブレーマーハーフェン路面電車運営会社が1881年に馬車鉄道での運営を始めた。1920年からブレーマーハーフェン、ゲーステミュンデ、レーエがこの企業に 50 % 資本参加した。この会社は1926年にブレーマーハーフェン＝ヴェーザーミュンデ路面鉄道 AG と改名され、1939年にはさらにヴェーザーミュンデ路面鉄道 AG と名称変更された。
最盛期には6本の路面鉄道路線があった。この路面鉄道は1982年7月30日に廃止された。公共近郊旅客交通の乗客数は、1975年の2500万人から2006年には1300万人にまでほぼ半減した。
1998年にドイツ交通クラブ (VCD) は近代的な都市交通として路面電車を復活させるコンセプトを提唱した。VCD は2013年8月にこの案件を再び議論した。しかし、より重要とされたプロジェクトのために、その意図は真剣に吟味されなかった。

#### 広域道路
ブレーマーハーフェンの市域東部を連邦アウトバーン A27号クックスハーフェン - ブレーマーハーフェン - ブレーメン - ヴァルスローデ線が通っている。また、連邦道 旧B6号線、B71号線、B212号線が市内を通っている。さらに、スカンジナヴィア/ポーランドからハンブルクやブレーマーハーフェンを経由してオランダに至る「海浜アウトバーン」A20/A22号線が計画中であるが、この道路建設に必要なエルベ川を渡る橋に最低20億ユーロかかるとされ、議論の的となっている。
市域自体は、A27号線を東端、B6号線を西端とする南北方向のハシゴ状の構造となっている。B6号線はエルビンガー広場で、ハーフェンラント通りとミッテルアクゼ（B6号線）とに分岐する。西端の南部は、住宅街の外（ゲオルク通り - ヴェーザー通りの先）に新しい建設が検討されている。北側のハーフェンラント通り（コロンブス通りとバルクハウゼン通りの総称）は、ツォルトーア・ローターザントで終わりとなるが、計画中のアルフレート・ヴェーゲナー通りを経由して、シェルブールガー通りに接続する案が検討されている。
東西に横断する道路には以下のものがある:
- ヴルスドルフ:　B71号線（旧リンデンアレー、南部をかすめている）
- ゲーステミュンデ:　アン・デア・ミューレ通りと、シフドルファー・ショセー（ハンブルガー通りおよびポリ通りを経由してゲーステミュンデから直接アウトバーンに接続する道路が計画中である）
- ミッテ:　グリムスビー通り（B212号線）がアウトバーン（ブレーマーハーフェン・ミッテ・インターチェンジ）とゲーステミュンデのブレクセン行きフェリー乗り場とを結んでいる。B6号線のインターチェンジ直前からアウトバーンまでの約 2 km の間は3車線に拡張されている。中央車線は時間帯によって通行指示が変化する。
- レーエおよびレーアーハイデ: シェルブールガー通りがユーバーゼーハーフェン地区とアウトバーンとを結んでいる。この機能は近い将来新しいトンネルに移される。トンネルは所々でシェルブールガー通りの下を通る。このプロジェクトは既に計画決定されている。工事は2015年に着工される。

#### 航空
ブレーマーハーフェンには、2016年までルネオルト飛行場があり、ヘルゴラント＝デューネ飛行場からの定期便が飛んでいた。この飛行場は廃止され、敷地は風力発電産業のために開発された。約 30 km 北にノルトホルツ航空基地がある。

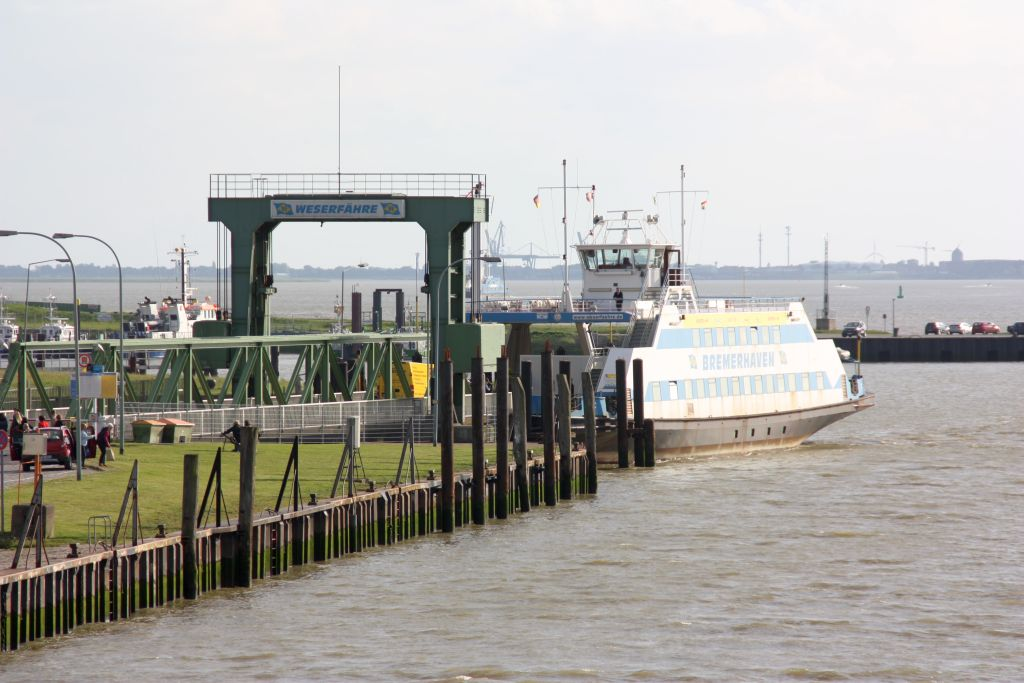
ブレーマーハーフェンのヴェーザーフェリー乗り場

#### 船舶
ゲーステ南岸の堤防沿いに、ブレーマーハーフェンとノルデンハムのブレクセン地区とを結ぶヴェーザーフェリーの乗り場がある。
市の北部、カイザー水門とノルト水門との間に、コロンブス護岸堤防とフェリーターミナルがある。フェリーターミナルからはイングランド（ハリッチュ、1966年 - 1982年）やアイスランドへのフェリーが出航していた。コロンブス護岸堤防からは800万人以上の移民が新世界に向かって出発した。2003年5月2日からコロンブス護岸堤防の施設は、クルーズ客船のための旅客ターミナルコロンブス・クルーズ・センター・ブレーマーハーフェン (CCCB) として利用されている。2008年には100隻以上の来港が記録されている。
カーザーハーフェンやフィッシェライハーフェン内にもフェリーがある。カイザーハーフェンのフェリーはカイザー水門拡張工事のために再稼働されていた。

#### 自転車道
ヴェーザー川の始点（ハン＝ミュンデンのフルダ川とヴェラ川の合流点）から河口まで、さらにはクックスハーフェンに至るヴェーザー自転車道や、北海沿岸自転車道がブレーマーハーフェンを通っている。

### 公共機関

#### 一般機関
- 消防署、ツーア・ヘクセンブリュッケ 12番地
- ブレーメン州立学校研究所ブレーマーハーフェン分所、ダイヒ通り 37番地
- ブレーマーハーフェン税務署、シッファー通り 8番地
- ヴェーザーミュンデ政務署、ボリース通り 50番地
- ブレーマーハーフェン税関、フランツィウス通り 1番地
- ブレーマーハーフェン水利・水運局 (WSA)、アム・アルテン・フォアハーフェン 1番地
- 海洋作戦学校（戦術部門、航海術部門、電子部門、特別部門）、エルベ通り 101番地

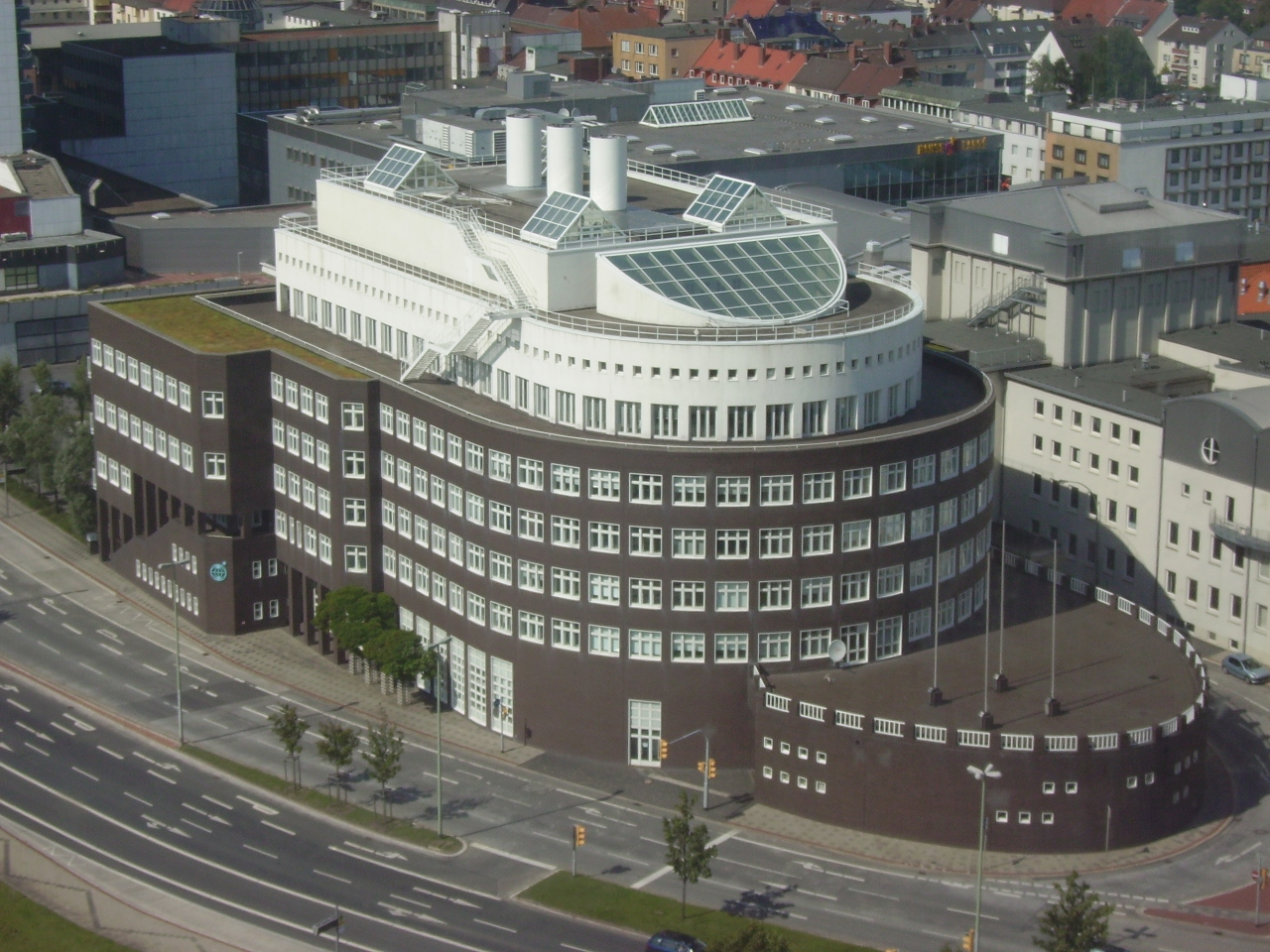
アルフレート＝ヴェーゲナー研究所

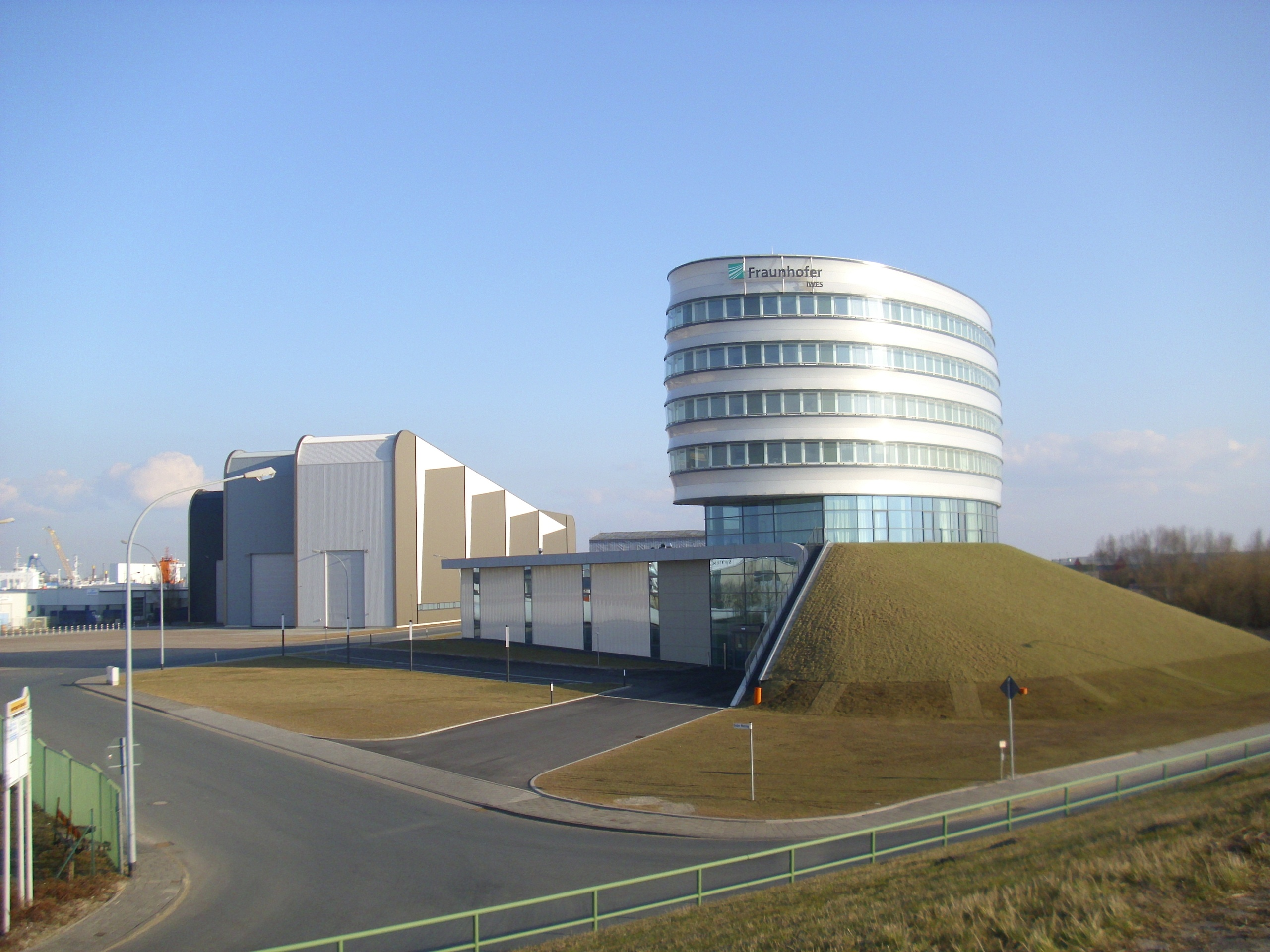
風力エネルギーおよびエネルギーシステム工学のためのフラウンホーファー研究所

#### 研究機関、大学
ブレーマーハーフェンはブレーメンとともに、2004年3月12日、ドイツの36都市が参加する「学術都市 2005」のドイツ学術基盤連合に選ばれた。
- ブレーマーハーフェン単科大学は、1975年にブレーマーハーフェン海運学校として設立された[89]。
- 極地・海洋研究のためのアルフレート＝ヴェーゲナー研究所（ヘルムホルツ共同体ドイツ研究センターに属す）[90]
- 風力エネルギーおよびエネルギーシステム工学のためのフラウンホーファー研究所 (IWES) 、風力エネルギーと海洋工学のためのフラウンホーファー研究所 (CEMT) を母体として、2009年に創設された[91]。
- ブレーマーハーフェン・イノベーション・企業センター (BRIG)[92]
- t.i.m.e ポート[93]
- バイオテクノロジーのためのビオノルト・センター[94]
- IMARE - 海洋資源研究所
- 漁業エコロジーと海洋漁業のためのテューネン研究所、2018年にハンブルクからブレーマーハーフェンに移転してきた[95]。
- ブレーマーハーフェン技術移転センター（ttz ブレーマーハーフェン）[96]は1987年に設立され、6つの研究所で行われている研究開発に携わっている。すなわち、
  - 食品工学とバイオエンジニアリングのためのブレーマーハーフェン研究所 (BILB)
  - 健康工学のためのブレーマーハーフェン研究所 (BIGT)
  - 生物学的情報システムのためのブレーマーハーフェン研究所 (BIBIS)
  - 組織とソフトウェアのためのブレーマーハーフェン研究所 (BIOS)
  - 水、エネルギー、景観マネージメントのためのブレーマーハーフェン研究所
  - ブレーマーハーフェン・センサー研究所

ブレーマーハーフェン市はマックス・プランク研究所の協力援助メンバーである。
- IMARE
- ttz-ブレーマーハーフェン

#### 学校

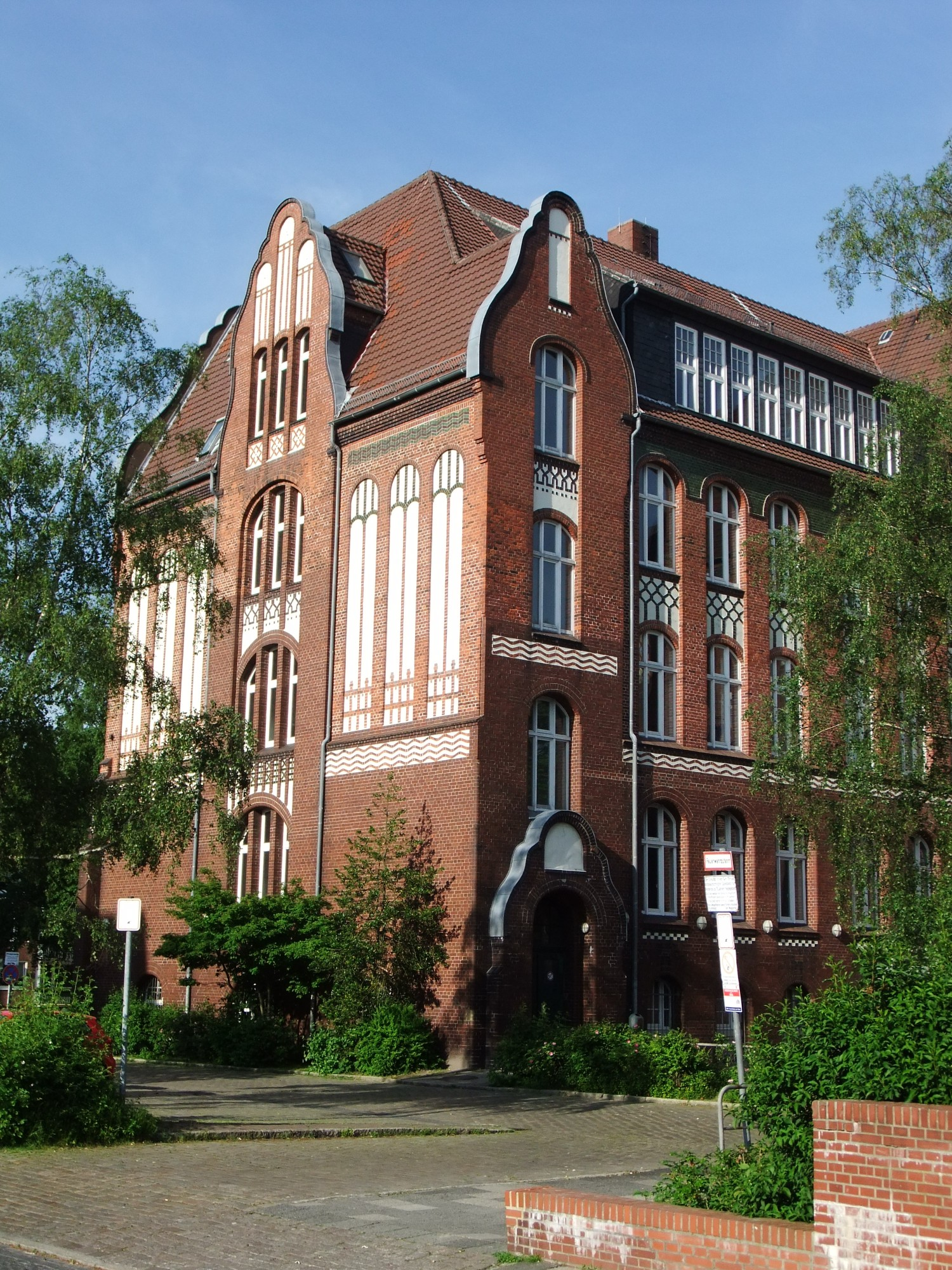
オーバーシューレ「ヴィルヘルム＝ラーベ＝シューレ」

ブレーマーハーフェンには多彩な形態の学校がある: 基礎課程学校、本課程学校、実科学校、オーバーシューレ（直訳: 上級学校）、ギムナジウム、職業学校、養護学校、市民大学などである。
ギムナジウム・ヴェーザーミュンデは、クックスハーフェン郡が運営するニーダーザクセン州の学校であるが、ブレーマーハーフェン＝ゲーステミュンデにある。

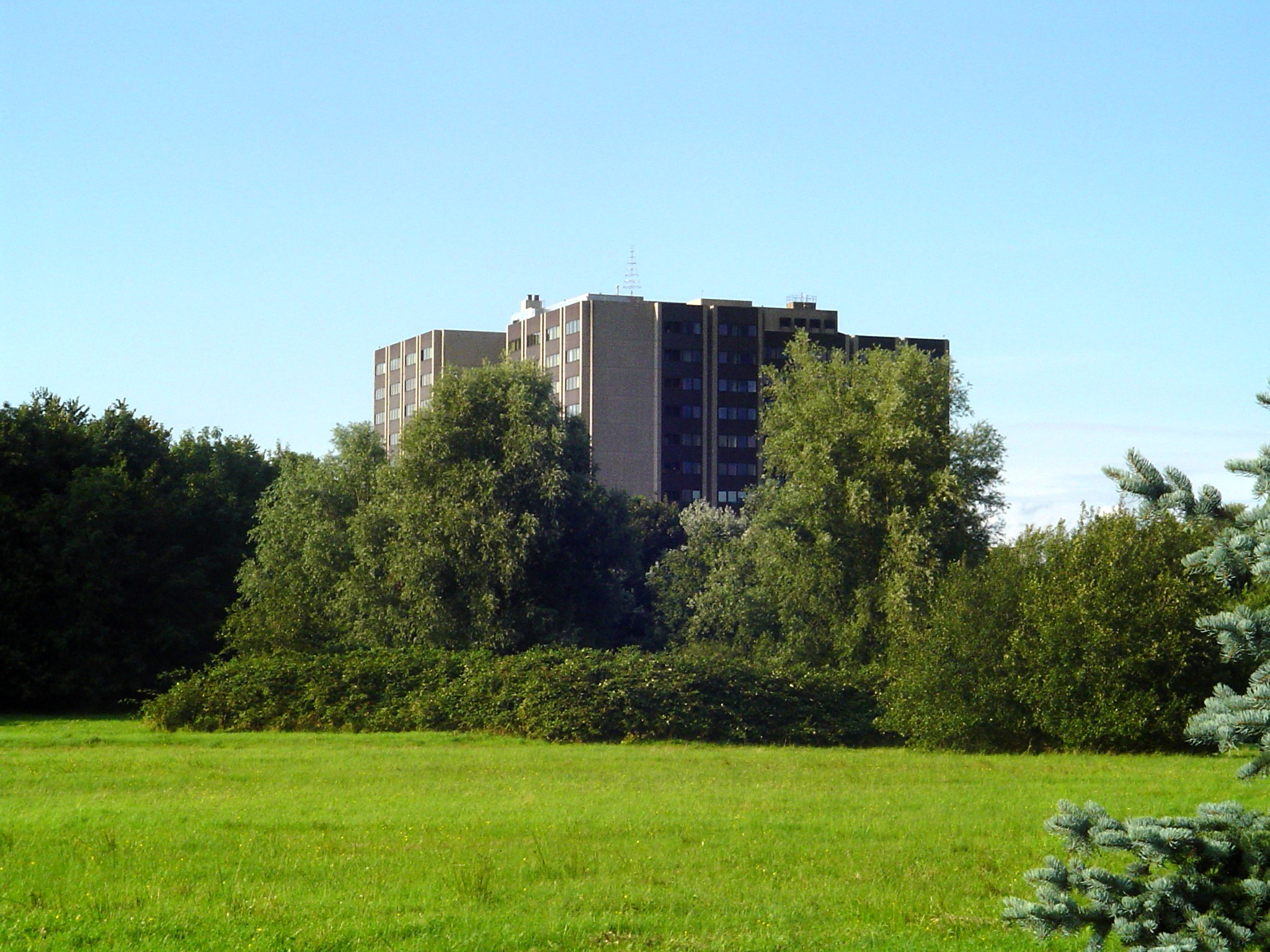
クリーニクム・ブレーマーハーフェン

#### 医療
- クリーニクム・ブレーマーハーフェン（旧 ZKH ラインケンハイデ）[99]、シフドルファーダム
- AMEOS クリーニクム・アム・ビュルガーパルク・ブレーマーハーフェン、ゲーステミュンデ
- AMEOS クリーニクム・ザンクト・ヨーゼフ・ブレーマーハーフェン、ミッテ
- 旧クランケンハウス・レーエの健康局、ヴルスター通り 49番地

#### スポーツ
ブレーマーハーフェンは、アーティスティック・ローラースケート、ボウリング、ダンス競技の牙城であった。
- アメリカンフットボール: ブレーマーハーフェン・シーホークス（レギオナルリーガ・ノルト）
- バドミントン: SFL ブレーマーハーフェン
- バスケットボール:
  - アイスベーレン・ブレーマーハーフェン（ドイツ語版、英語版）（ブンデスリーガ1部）[100]
  - ゴルトポカール・デア・シュタット・ブレーマーハーフェン（1964年から1983年）
- ボウリング: ブレーメン州リーグで2度優勝
- ボクシング: ヴェーザー＝ボクシング・ブレーマーハーフェン
- アイスホッケー:
  - REV ブレーマーハーフェン・フィッシュタウン・ペンギン（ドイツ語版、英語版）（ドイツ・アイスホッケーリーガ）
  - REV ブレーマーハーフェン 1b（レギオナルリーガ・ノルト）
- 航空スポーツ: LVU ブレーマーハーフェン（グライダークラブ）
- サッカー:
  - 5. リーガ（ブレーメン＝リーガ（ドイツ語版、英語版））:
    - FC シュパルタ・ブレーマーハーフェン
    - OSC ブレーマーハーフェン（ドイツ語版、英語版）

  - 6. リーガ（ランデスリーガ・ブレーメン）:
    - FC シュパルタ・ブレーマーハーフェン II
    - FT ゲーステミュンデ
    - レーアー・トゥルナーシャフト (LTS)
    - SC レーエ＝シュパーデン
    - TuSpo ズールハイデ
    - TSV ヴルスドルフ
- ハンドボール:
  - HSG ゲーステミュンデ（ランデスリーガ・ブレーメン）
  - レーエ TS（ランデスリーガ・ブレーメン）
- カヤック、カヌー、ドラゴンボート、アウトリガー・カヌー: 
  - カヌーフェライン・ウンターヴェーザー
    - カヌーフェライン・ウンターヴェーザーは、ドラゴンボートのドイツ・チャンピオンであり、ヨーロッパ大会、世界大会に出場している。
- マラソン: シティー・マラソン・ブレーマーハーフェン
- モータースポーツ: 国際フィッフェライハーフェン＝レース（1952年から）
- アーティスティック・ローラースケート
  - アイスおよびローラースポーツ＝クラブ・ブレーマーハーフェン e.V.（2004年世界選手権大会銀メダリスト（規定）のコンスタンス・ホスフェルトが所属している）
  - レーアー・トゥルナーシャフト・フォン 1898 e.V.（ショー＝グループ部門ドイツ・チャンピオン）
- ボート競技: ブレーマーハーフェナー・ルダーフェライン・フォン 1889（LM 4x- 準優勝）
- ヨット:
  - WYC ヴェーザー・ヨット・クラブ・ブレーマーハーフェン（スプリンタ・スポーツ 2002 ヨーロッパ・チャンピオン、1985年アドミラルス＝カップ優勝）
  - WVW ヴァッサーシュポルトフェライン・ヴルスドルフ（1994年 FUNクラス準優勝）
- 射撃競技: GTV ブレーマーハーフェン・フォン 1862（レギオナルリーガ・ノルト・エアピストル）
- ダンス競技: TSG ブレーマーハーフェン（世界的成功を収めたダンス競技クラブ）
- テニス: ブレーマーハーフェン TV 1905（ブンデスリーガ1部）
- トライアスロン: シティーマラソン競技会（スプリント部門とオリンピック距離部門）
- インラインスケートホッケー: ERC ブレーマーハーフェン・ホエールズ（男子第1チーム - ブンデスリーガ2部ノルト、男子第2チーム - フェアバンツリーガ）
- バレーボール:
  - バレーボール・クラブ・フィッシュタウン・シャークス・ブレーマーハーフェン e.V.

## 人物

### 出身者
- エーリヒ・コッホ＝ヴェーザー（ドイツ語版、英語版）（1875年 - 1944年）法律家、政治家。ヴァイマル共和国の大臣を歴任した。
- ヘルミーネ・シュティント（ドイツ語版、英語版）（1888年 - 1974年）女子水泳選手。1912年ストックホルムオリンピック出場選手。
- ヨハネス・マットフェルト（ドイツ語版）（1895年 - 1951年）植物学者。
- アドルフ・ブーテナント（1903年 - 1995年）生化学者。1939年ノーベル化学賞受賞者。
- ララ・アンデルセン（1905年 - 1972年）歌手、女優。
- カローラ・ヘーン（ドイツ語版、英語版）（1910年 - 2005年）女優。
- エーバーハルト・イェッケル（ドイツ語版、英語版）（1929年 - 2017年）歴史家。
- ハンス・ヨアヒム・アルパース（ドイツ語版、英語版）（1943年 -2011年）出版者、著述家。
- エゴン・コールデス（ドイツ語版、英語版）（1944年 - ）サッカー選手、指導者。
- ウーヴェ・ベックマイヤー（1949年 - ）政治家。連邦経済・エネルギー大臣を務めた。
- ルッツ・ヴァデーン（1961年 - ）バスケットボール選手。
- ハイノ・フェルヒ（1963年 - ）俳優。
- フォルカー・エンゲル（ドイツ語版、英語版）（1965年 - ）VFX-スーパーバイザー、映像作家。
- ラルス・トボルク（1975年 - ）サッカー選手。
- アニーナ・ウカティス（ドイツ語版）（1978年 - ）モデル、ポルノ女優。
- ヘンドリク・フェルトヴェール（ドイツ語版、英語版）（1986年 - ）水泳選手。

### ゆかりの人物
- ゴットフリート・ゼンパー（1803年 - 1879年）建築家。見習い時代にプレーマーハーフェンの港湾工事に携わった。
- ハンス・シャロウン（1893年 - 1972年）建築家。ブレーマーハーフェンで育った。
- ヴィリー・ライマン（ドイツ語版、英語版）（1949年 - ）サッカー選手。TuS ブレーマーハーフェン 93 に所属し、引退後は指導者も務めた。
- フェリックス・マガト（1953年 - ）サッカー選手。FC ブレーマーハーフェンの指導者を務めた。
- ヘルタ・ミュラー（1953年 - ）作家。2009年ノーベル文学賞受賞者。1989年にブレーマーハーフェン奨励賞受賞。
- クリストフ・マリア・ヘルプスト（ドイツ語版、英語版）（1966年 - ）俳優、声優。1992年から1996年までブレーマーハーフェン市立劇場に所属した。

## 関連文献
- Georg Bessell (1927). Geschichte Bremerhavens. Bremerhaven: Morisse
- Erich Keyser, ed (1952). Deutsches Städtebuch. Handbuch städtischer Geschichte. Band III Nordwestdeutschland, 1. Teilband Niedersachsen/Bremen – Im Auftrag der Arbeitsgemeinschaft der historischen Kommissionen und mit Unterstützung des Deutschen Städtetages, des Deutschen Städtebundes und des Deutschen Gemeindetages. Stuttgart
- Burchard Scheper (1977). Magistrat. ed. Die jüngere Geschichte der Stadt Bremerhaven. Bremerhaven
- Harry Gabcke u. a. (1989). Bremerhaven in zwei Jahrhunderten.. I. Bd.: 1827–1918. Bremerhaven: Nwd-Verlag
- Harry Gabcke u. a. (1991). Bremerhaven in zwei Jahrhunderten.. II. Bd.: 1919–1947. Bremerhaven: Nwd-Verlag
- Harry Gabcke u. a. (1992). Bremerhaven in zwei Jahrhunderten.. III. Bd.: 1948–1991. Bremerhaven: Nwd-Verlag
- Fritz Hörmann u. a. (1995). Kulturstiftung der Kreissparkasse Wesermünde. ed. Flurnamensammlung Wesermünde – Die Flurnamen des Grundsteuerkatasters von 1876. Bremerhaven: Männer vom Morgenstern Verlag. ISBN 978-3-931771-27-0
- Eberhard Michael Iba (2010). Der Klabautermann und andere Sagen und Geschichten in und um Bremerhaven (3. Auflage ed.). Saarbrücken: E.M. Iba. ISBN 978-3-9811503-4-6
- Dieter Bischop; Nicola Borger-Keweloh (2014). Bremerhaven: Männer vom Morgenstern Verlag. ISBN 978-3-931771-00-3
- Lutz Liffers (2014). Bremerhaven. Die Stadt am Meer. Bremen: Edition Temmen. ISBN 978-3-86108-959-9
- Egon Wehmeyer. Männer vom Morgenstern, Heimatbund an Elb- und Wesermündung e. V.. ed. “Erinnerung an ein verschwundenes Wahrzeichen. Der Zeitball in Bremerhaven von 1876 bis zur Gegenwart”. Niederdeutsches Heimatblatt (Bremerhaven: Nordsee-Zeitung GmbH) 803 (November 2016):  1–2 2019年7月30日閲覧。.
- Joachim Kussin. Männer vom Morgenstern, Heimatbund an Elb- und Wesermündung e. V.. ed. “Hungerunruhen im Dezember 1916. Die Unterweserorte Lehe, Bremerhaven und Geestemünde im 1. Weltkrieg”. Niederdeutsches Heimatblatt (Bremerhaven: Nordsee-Zeitung GmbH) 804 (Dezember 2016):  1–2 2019年7月30日閲覧。.
- Matthias Loeber. Männer vom Morgenstern, Heimatbund an Elb- und Wesermündung e. V.. ed. “Waldemar Becké und die Fusion der Unterweserorte. Vor 100 Jahren: Die Zusammenlegung reift zur konkreten Stadtentwicklung heran”. Niederdeutsches Heimatblatt (Bremerhaven: Nordsee-Zeitung GmbH) 829 (Januar 2019):  1–2 2019年7月30日閲覧。.

これらの文献は、翻訳元であるドイツ語版の参考文献として挙げられていたものであり、日本語版作成に際し直接参照してはおりません。

## 訳注
1. ↑  エルベ川とヴェーザー川にはさまれた、ハンブルク、ブレーメン、クックスハーフェンを頂点とする三角形におおむね含まれる地域
2. ↑  北海沿岸部の砂が堆積した丘陵は Geest と呼ばれる。